# Storia di Modugno
La storia di Modugno, comune italiano situato in Terra di Bari, ha origine sin dalla preistoria. L'attuale nucleo urbano è stato probabilmente fondato nell'Alto Medioevo, in periodo bizantino. Nel XI e XII secolo faceva parte del feudo concesso agli arcivescovi di Bari e subì le dominazioni normanna e sveva. Nel periodo angioino venne parzialmente distrutta e poi ricostruita. Nella seconda metà del XIV secolo, era un feudo sotto i re aragonesi i quali crearono un ducato, con le vicine città di Palo del Colle e Bari, che concessero alla famiglia Sforza. Durante il periodo in cui era ducato sforzesco (e, in particolar modo, durante il governo di Isabella d'Aragona e Bona Sforza), Modugno visse un periodo di sviluppo economico e demografico. Con la successiva dominazione spagnola, si ebbe una rapida decadenza. In questo periodo, tuttavia, la città di Modugno si liberò dal vincolo feudale tramite il pagamento di un riscatto, dimostrando il proprio orgoglio. La libertà dal sistema feudale durò dal 1582 al 1666, quando l'amministrazione comunale dichiarò fallimento a causa di una crisi economica che continuò anche durante le successive dominazioni austriaca e spagnola. La Rivoluzione francese fece sentire i propri effetti anche nel Sud Italia e Modugno venne assediata da un'orda di sanfedisti. Per un decennio, si instaurò un governo filo-napoleonico, dopo di che venne restaurato il regno borbonico che rimase in piedi sino all'Unità d'Italia. Dal secondo dopoguerra, Modugno visse una rapida crescita demografica e una trasformazione da una economia agricola a una industriale.

## Insediamenti umani nel territorio comunale prima della fondazione della città

### Periodo preistorico
Le evidenze archeologiche disponibili consentono di stabilire che il territorio comunale di Modugno era abitato sin dall'età preistorica.
Infatti, ricerche archeologiche risalenti agli anni ottanta del XX secolo, hanno portato alla luce un villaggio neolitico risalente al VI-V millennio a.C., collocato su un'altura che si affaccia su Lama Lamasinata, nelle vicinanze del casale di Balsignano, a sud-est nel territorio comunale, in direzione di Bitritto.
Il sito archeologico, databile dal VII al V millennio avanti Cristo, è caratterizzato da due grandi strutture abitative, distanti tra loro venti metri circa, insieme ad aree destinate ad attività funzionali con industrie tipiche delle comunità neolitiche dedite alla cerealicoltura. Una terza struttura, delimitata da un recinto in pietra, è ubicata più a monte e risale invece alla fine del V millennio avanti Cristo. Sono presenti, inoltre, tre sepolture a fossa, con resti umani ma prive di corredo funerario.
Risalgono, invece, all'età dei metalli i resti di una necropoli peuceta risalente al VII-VI secolo a.C., ritrovati nella zona est del territorio comunale, in contrada Cappuccini e in via Carducci, in direzione del quartiere Carbonara di Bari.

### Periodo romano
Nel III secolo avanti Cristo, la romanizzazione del territorio della Puglia centrale comportò la decadenza dei centri peuceti preesistenti: il territorio modugnese era suddiviso in proprietà terriere organizzate secondo il sistema della centuriazione. Ancora oggi si trova traccia dei cippi gromatici, utilizzati per delimitare i confini tra le varie proprietà: i cosiddetti menhir che in origine erano nove, il più noto dei quali viene detto "Il Monaco".
L'attuale centro abitato di Modugno è sorto al confine tra l'Ager Butuntinus e l'Ager Varinus.
Questo fatto sarebbe all'origine del nome della città di Modugno: secondo l'ipotesi più accreditata, infatti, il nome Modugno deriverebbe dal termine "Medunium", ovvero "in medio", a metà strada tra Bitonto e Bari.
Nel periodo romano, la decadenza degli insediamenti urbani nella Puglia centrale si accompagnò a uno sviluppo della rete viaria. Il territorio di Modugno, situato nell'Ager Varinus, in età romana era attraversato dalla via Minucia e, presumibilmente, anche dalla via Gellia (il cui esatto tracciato è però incerto) oltreché, in età imperiale e tardoantica, dalla stessa via Traiana.
Oltre alla viabilità principale, è documentata l'esistenza di vie minori che ricalcavano, probabilmente, i tracciati delle precedenti vie di comunicazione di origine peuceta. Alcune strade mettevano in collegamento l'entroterra murgiano con Butuntum e Barium attraversando i territori delle odierne Toritto e Palo del Colle.
Risalenti al periodo tardo romano e altomedievale sono i resti di un insediamento rurale, di una chiesetta e di un sepolcreto rinvenuti nel territorio comunale di Modugno, lungo Lama Misciano, non lontana dal percorso della via Traiana (l'area archeologica è collocata in una zona oggi destinata ad attività industriali).

### Periodo alto-medievale
Con la caduta dell'Impero romano d'Occidente, la Puglia fu sconvolta da una serie di guerre che interessarono Bizantini, Ostrogoti, Longobardi e Saraceni. Ciò provocò lo spopolamento dei centri abitati in favore di piccoli insediamenti rurali che assunsero due forme differenti tra loro, ma compresenti: lo stanziamento rupestre e il casale fortificato.
A Modugno sono presenti esempi eccellenti di entrambe le tipologie di insediamenti rurali altomedievali.

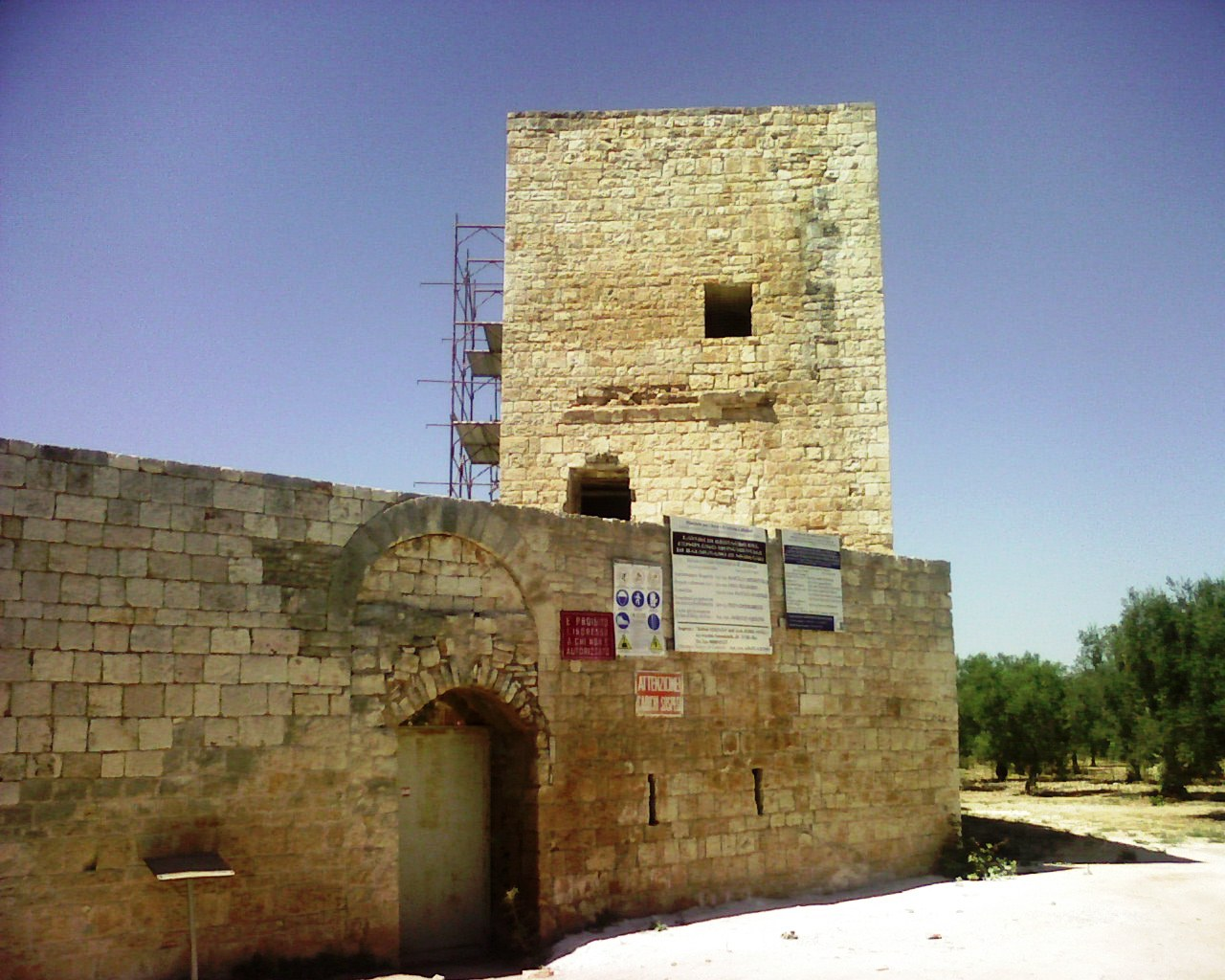
Il casale fortificato di Balsignano

Tra gli stanziamenti rupestri che caratterizzarono il territorio di Puglia e Basilicata in età altomedievale,
fuori dal centro abitato di Modugno, lungo il decorso di Lama Lamasinata, si trovano l'insediamento rupestre di Santa Maria della grotta e l'ipogeo di masseria Madia Diana (nella zona industriale nell'area dell'ex Alco). In particolare, l'abbazia della Madonna della grotta ospitò, dal 1139 fino alla sua morte nel 1155, San Corrado di Baviera. Il santo, cresciuto nell'abbazia di Chiaravalle partì per la Palestina durante la prima crociata e, di ritorno in Puglia, decise di vivere nella grotta, conducendo un'esistenza da anacoreta.
Per quanto riguarda i casali fortificati altomedioevali, esempio eminente è il centro fortificato di Balsignano, che sorge a circa tre kilometri dall'odierno centro abitato di Modugno.
Balsignano, menzionato per la prima volta in un documento del X secolo (quando venne saccheggiato dai Saraceni che conquistarono i territori di Bari) e abbandonato dal XVI secolo, conserva la recinzione realizzata a secco, una costruzione a due livelli con due torri a base rettangolare, la corte con la chiesa di Santa Maria di Costantinopoli e, all'esterno, la chiesa di San Felice in Balsignano, pregevole esempio di chiesa ad aula unica con cupola centrale in asse di tradizione bizantina (X secolo).

## Primo nucleo della città di Modugno
È opinione diffusa che Modugno sia sorta durante il periodo della dominazione bizantina, ma la certezza della sua esistenza la si ha solo a partire dal 1021. Al maggio di quell'anno, infatti, risale il primo documento conosciuto che cita Modugno: si tratta di un contratto con il quale un tale Traccoguda "de loco Medunio" dava in prestito otto soldi a Giovanni e Mele di Bitetto, ricevendo in pegno una vigna che si trovava "in ipso loco Medunio", lungo la via che collegava Modugno a Bitetto.
Nel 1025 la città viene nominata tra le sedi vescovili in una bolla pontificia di Giovanni XIX. Successivamente, venne nominata anche nelle bolle di Alessandro II (1062) e Urbano II (1089), che citano Modugno sempre come sede vescovile suffraganea di Bari. Se la città nel 1025 era già un centro degno di essere eletto a sede vescovile, è ipotizzabile che il primo insediamento sia sorto almeno due o tre secoli prima. A ricordo dell'antica dignità vescovile, Modugno conserva il privilegio di poter celebrare Messa solenne con un rito - chiamato messa a nove preti- che prevede, secondo il pontificale greco, la presenza di sei sacerdoti, del celebrante e di due ministri. Con la conquista normanna Modugno perse il titolo di sede vescovile e, in una bolla di Alessandro III del 1172, viene citata fra i paesi appartenenti alla giurisdizione della diocesi di Bari.

### Ubicazione dell'antico abitato

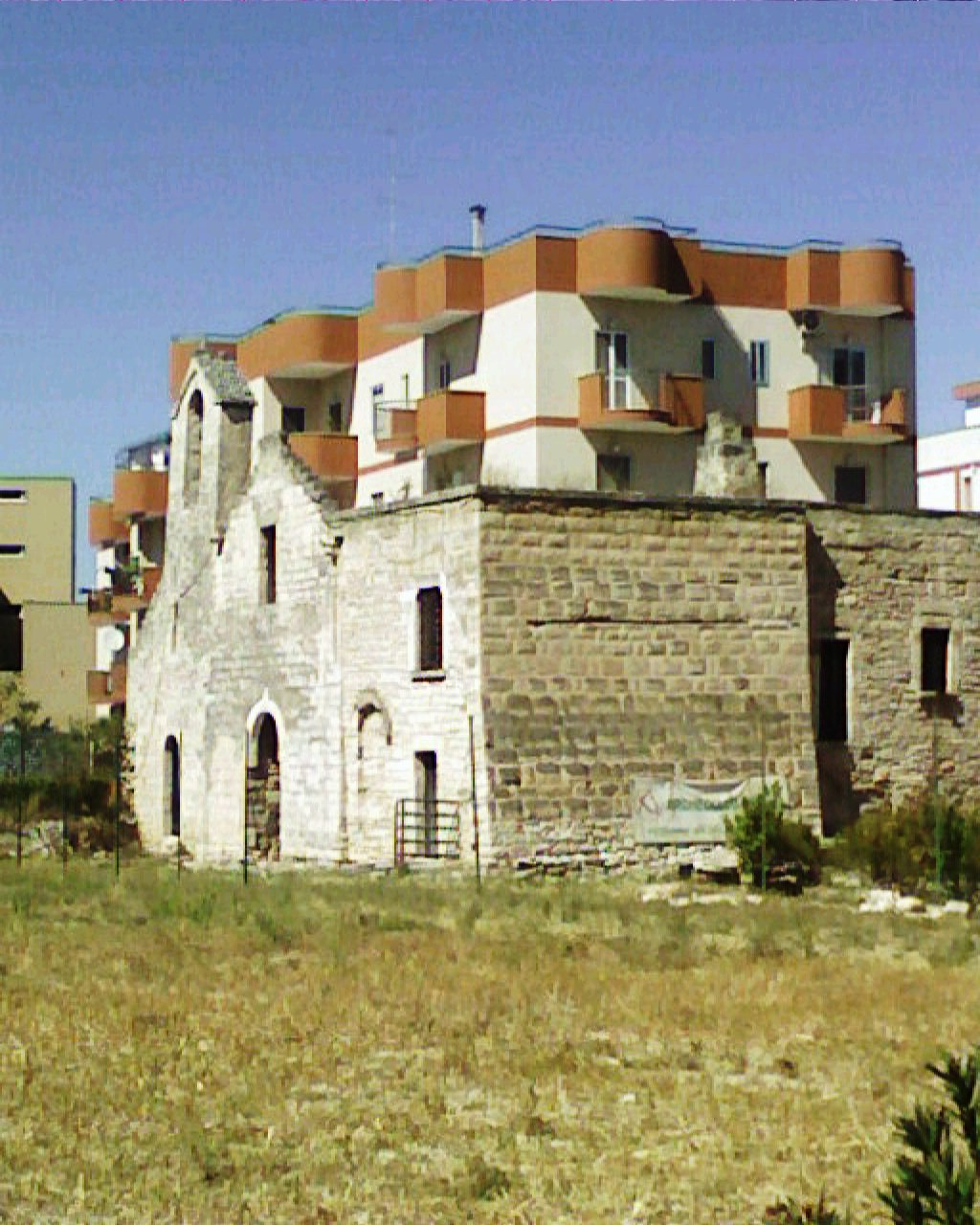
La chiesa di Santa Maria di Modugno. Intorno a questa chiesa si sviluppò il primo nucleo della città di Modugno

È opinione comune che il primo nucleo dell'antico borgo di Modugno sia sorto intorno alla chiesa di Santa Maria di Modugno, dedicata alla Vergine Assunta. Una conferma di tale ipotesi si avrebbe dal ritrovamento, durante gli scavi effettuati nella zona nel 1968, di alcune monete bizantine.
Questo antico borgo potrebbe essere stato distrutto durante le incursioni dei Saraceni durante il IX secolo, anche se non ci sono documenti che confermano tale supposizione. Gli abitanti del borgo sfuggiti ai massacri e alla cattura dei saraceni, si rifugiarono nel castello della Motta, presidiato da una guarnigione bizantina o longobarda. Un'ipotesi poco accreditata sull'etimologia origine del nome della città di Modugno, è legata proprio a quello della Motta. In questo caso "Metu-genus" o "Mottu-genus" significherebbe "sorto sulla motta".
Questo centro abitato sorto attorno al quel castello era detto "Midunium" e mantenne piccole dimensioni, perlomeno fino alla prima metà del XIV secolo: infatti i documenti dei questo periodo indicano Modugno con nomi del tipo "Medunio castellum", "castro Medunio", "Medunio casalis" o "Locus Meduneum".
Intorno all'anno mille si decise che la lontana chiesa di Santa Maria di Modugno non era più adatta per le esigenze della comunità. Pertanto, venne edificata una nuova chiesa dedicata all'Annunziata: l'attuale Chiesa Matrice. Essa venne restaurata nel 1347 per opera dell'arcivescovo Bartolomeo Carafa e nei primi decenni del Cinquecento per opera del capitolo di Modugno e con il contributo della regina Bona Sforza. Nel XVII secolo la chiesa venne ampliata incorporando la vecchia costruzione: il presbiterio e l'inizio della navata appartengono quasi sicuramente alla vecchia struttura.

## Principato normanno (1071 - 1189) e regno svevo (1194 - 1255)

### Il periodo normanno

Possedimenti dei Normanni in Italia meridionale e in Africa 1154

All'inizio dell'XI secolo la Puglia venne conquistata dai Normanni che instaurarono il sistema feudale che perdurò nel Sud Italia fino al 1806. Modugno fu una delle poche città che si affrancarono dal servaggio feudale, riscattando la propria libertà alla Corona di Spagna nel 1582.
Dalla conquista normanna, la città era feudo della famiglia Loffredi. Secondo alcune fonti lo rimase sino alla morte di Guglielmo il Malo nel 1166 (alcuni documenti citano Francesco Loffredi, Signore di Martina e Modugno, ai tempi di re Roberto). Stando ad altre fonti, invece, Modugno fu donata in feudo a Ursone (o Orso) vescovo di Rapolla da Roberto il Guiscardo, nel 1078, quando fu trasferito da Rapolla a Bari.
Dopo la morte di Roberto il Guiscardo, la Puglia venne divisa tra i suoi due figli Boemondo e Ruggero (Modugno divenne feudo del figlio minore).

### Gli Hohenstaufen
Tramite il matrimonio di Enrico VI di Svevia con l'ultima erede del regno normanno Costanza d'Altavilla, la dinastia normanna si estinse nella Casa sveva degli Hohenstaufen. 
Il figlio di Enrico VI e Costanza, Federico II di Svevia, concesse Modugno in feudo al suo consigliere Berardo di Castagna nel 1212, eletto arcivescovo di Bari nel 1207.
Nel 1214, su richiesta di Federico II, Bernardo di Castagna venne trasferito da Papa Innocenzo III a Palermo e venne eletto arcivescovo di Bari Andrea III Testa. Questi nel 1223 subentrò nel feudo.
Successivamente Federico II concesse le terre di Bari a Roberto Chyurlia. 
Durante le lotte di successione per il Regno di Sicilia tra gli Hohenstaufen e gli Angioini chiamati da Papa Urbano IV, secondo le cronache storiche di Nicola Trentadue junior, Modugno era tra le città pugliesi che parteggiarono per Corradino di Svevia, ma tale eventualità sembra da escludersi perché in quell'epoca Modugno era feudo della famiglia Chyurlia, che parteggiò per la casa d'Angiò.

## Regno angioino (1266-1441)
Quando Carlo d'Angiò salì al trono, Modugno era governata da Roberto Chyurlia. L'arcivescovo di Bari Giovanni VI rivendicò gli antichi diritti feudali degli arcivescovi di Bari su Modugno e, nel 1269, la riottenne il feudo col diploma “Instrumentum possessionis Medunei iuxta sententiam Caroli regis”. 
Alla morte di Giovanni VI, nel 1280 i baroni locali approfittarono del vuoto di potere per impossessarsi della città: nel 1281 Modugno è controllata dal marchese Francesco Loffredi che si vendicò delle popolazioni, dimostratesi ostili e la città «fu assai dagli usurpatori oltraggiata». Nel 1282 il Papa Martino IV elesse il nuovo arcivescovo, Romualdo Grisone, che non ottenendo la restituzione dei territori che gli spettavano, ricorse alle armi per conquistare i feudi della sede vescovile.

### Lotte tra Angioini e Ungheresi a metà del XIV secolo
A metà del XIV secolo, la Puglia divenne terreno di scontro per la contesa del Regno di Napoli (in seguito alla rivolta dei “vespri siciliani”, i francesi furono scacciati dall'isola che venne annessa al regno spagnolo degli Aragonesi) tra Luigi I d'Ungheria e Giovanna d'Angiò.
A quel tempo era signore di Modugno l'arcivescovo di Bari Bartolomeo Carafa che, temendo le scorribande degli ungheresi, fece fortificare la città di Modugno.
Gli ungheresi, dopo aver raso al suolo la borgata di Auricarro, tentato senza successo l'assedio di Palo del Colle e saccheggiato Grumo, Toritto e Binetto, si diressero verso Modugno, ma i suoi abitanti avevano preferito rifugiarsi a Bari, nonostante le nuove mura fatte costruire dall'arcivescovo Bartolomeo Carafa. È ipotizzabile che gli Ungheresi si siano dati al saccheggio e si siano accampati nella città. Gli abitanti della vicina borgata di Balsignano avvisarono gli ungheresi dell'avvicinarsi delle truppe di Giovanna. Assalendoli di sorpresa, gli Ungheresi respinsero l'avanzata dei nemici che ripararono nel castello di Loseto. Gli ungheresi tornarono a Modugno da dove, verso la fine di agosto, partirono per assediare Bari con la partecipazione di cittadini di Ceglie del Campo. Non ebbero successo e si diressero verso altre città. I Baresi, approfittando della momentanea lontananza degli Ungheresi, contrattaccarono; devastarono Ceglie e aggredirono Balsignano imprigionandone i capi e ponendovi un nuovo governatore.
Questa caotica situazione ebbe termine solo nel 1352 con la riconciliazione tra Luigi I d'Ungheria e Giovanna d'Angiò, che ebbe riconfermato il trono.

### Sviluppo economico e demografico dalla seconda metà del XIV secolo
Dopo il regno di Giovanna, Modugno non fu più feudo degli arcivescovi di Bari. Non si conosce con certezza quale sia stato il monarca a togliere loro il feudo e quale sia stato l'ultimo arcivescovo a esserne possessore, si suppone sia stato Bartolomeo Carafa il quale nel 1347 restaurò la principale chiesa di Modugno dedicata a Maria Santissima Annunziata. Probabilmente anche a causa di questo affrancamento dal servaggio feudale nei confronti della sede vescovile di Bari, Modugno venne colpita da interdetto nel 1383, per decisione di Papa Urbano VI, che in precedenza era stato arcivescovo di Bari.
Dalla seconda metà del Trecento Modugno conobbe, probabilmente per la prima volta nella sua storia, uno sviluppo economico sociale e demografico. Questo sviluppo fu dovuto alla politica degli Angioini e all'iniziativa di alcuni commercianti del Nord Italia che si stabilirono nella provincia della Terra di Bari utilizzandola come base commerciale per produrre prodotti agricoli ed esportarli nella Repubblica di Venezia attraverso il porto di Bari. Inoltre, all'incirca nello stesso periodo, il casale di Balsignano ebbe il suo declino definitivo, per cui molti dei suoi abitanti si trasferirono a Modugno accrescendone la popolazione residente.

## Regno aragonese (1442 - 1501)

### Sotto il principe di Taranto Orsini del Balzo
All'inizio del XV secolo Modugno dipendeva dal Governatore di Bari e sarà così fino al 1440 quando venne in possesso di Giovanni Antonio Orsini Del Balzo, principe di Taranto.
Nella prima metà del XV secolo, gli Aragonesi intrapresero la conquista del Regno di Napoli partendo dalla Sicilia. In Puglia, la contesa vide fronteggiarsi il principe di Taranto Giovanni Antonio Orsini Del Balzo dalla parte degli Aragonesi e il capitano di ventura Giacomo Caldora nominato dagli Angioini feudatario di Bari e Bitonto.
Giacomo Caldora pose Modugno sotto assedio a fine agosto 1436, con il genero conte di Avellino Troiano Caracciolo, ma non ebbe successo e si accontentò di devastare uliveti e mandorleti nelle compagne circostanti. Scontri e ritorsioni tra le città che parteggiavano per le due fazioni ebbero termine solo quando Alfonso d'Aragona riuscì a impossessarsi del trono di Napoli nel 1442 con l'aiuto di Filippo Maria Visconti.
Alfonso d'Aragona riconfermò al fedele principe di Taranto tutti i possedimenti che aveva conquistato nelle lotte appena concluse: Modugno era feudo di Gian Antonio Orsini e vi rimase per tredici anni, odiato dalla popolazione per il suo fare tirannico.
L'Orsini e il Duca di Milano Francesco Sforza supportarono il monarca aragonese anche durante la congiura dei baroni che volevano il ritorno degli Angioini. Il re Ferdinando I ricompensò il primo con la riconferma nel 1462 di tutti i suoi possedimenti, tra cui il feudo di Modugno, e consolidò l'alleanza con il Duca di Milano, intraprendendo una politica matrimoniale.
Alla morte del principe di Taranto Gian Antonio Orsini, accaduta il 13 novembre 1463 ad Altamura, i suoi possedimenti, tra cui Modugno, tornarono al demanio, ovvero al re di Napoli. Questa libertà dal giogo feudale, seppur di breve durata, avrà un ruolo importante per le rivendicazioni di libertà che i modugnesi attueranno nei secoli successivi. Ferdinando I, incontrò in Altamura gli ambasciatori di Modugno pochi giorni dopo la morte dell'Orsini e concesse a Modugno l'esenzione dai dazi sull'esportazione dell'olio e sul mercato domenicale.

### Concessione di Modugno agli Sforza
Il 19 giugno 1464, il re di Napoli Ferdinando I propose a Francesco Sforza il ducato di Bari e delle due città di Modugno «che è optima cosa» e di Palo del Colle, come ricompensa per il supporto nella repressione della congiura dei baroni. Ferdinando I il 9 settembre 1464 emise il privilegio di donazione in cui afferma che ha sempre tenuto «Sforza Maria Sforza fra le persone più care e sempre lo ha amato e tenuto in luogo di figlio al pari di Eleonora, promessagli in isposa, sia per il vincolo di parentela, sia per la sua indole singolare e sia per gli innumerevoli benefici ricevuti dal padre Francesco... Perciò ben volentieri dona in perpetuo a lui ed ai suoi legittimi eredi e successori di entrambi i sessi la città di Bari e le terre di Palo e Modugno con i loro castelli, casali, uomini, vassalli, redditi dei vassalli, feudi, feudatari, subfeudatari, angari, parangari, dogane, diritti delle dogane e qualsiasi altro diritto derivante dall'utile dominio, con le case, possedimenti, oliveti, vigne, giardini, ecc., col banco della giustizia per la cognizione delle cause civili e gli altri diritti, giurisdizioni, ragioni, ecc., spettanti di consuetudini e di legge o in altro modo alle dette terre, e con titolo di ducato..., accorda che Sforza Maria Sforza e i successori portino il titolo di duca di Bari in tutti gli atti e le scritture, e godano dei favori, libertà e onori dei baroni e dei duchi».
Prima di prendere possesso del ducato, gli Sforza chiesero al loro rappresentante nel regno di Napoli, Antonio da Trezzo, di elaborare una relazione a proposito della situazione economica e delle entrate fiscali del il nuovo feudo di Bari, Modugno e Paolo del Colle. Nella sua lettera del 14 gennaio 1465, Antonio da Trezzo descrive Modugno agli Sforza come «terra grassa, grossa et importante, ma quasi de nulla intrata», ovvero di poche entrate fiscali per il duca. Nonostante siano state formulate diverse ipotesi, non esistono motivazioni documentate che spieghino come mai una città come Modugno pagasse poche tasse al duca. Infatti, Bari aveva entrate fiscali sulla produzione dell'olio di circa 6 000-7 000 ducati, mentre Palo del Colle di circa 1 200 ducati, ma in quel periodo Modugno aveva una popolazione di gran lunga superiore a quella di Palo del Colle e di circa la metà di quella di Bari (Modugno era abitata da 248 famiglie, mentre Bari 582) oltre che ampie coltivazioni a uliveti.
Dopo il consenso degli Sforza ad accettare il ducato di Bari, il 12 ottobre 1465 si svolse a Bari, nella basilica di San Nicola la cerimonia di consegna del Ducato di Bari e delle terre di Modugno e di Palo a Sforza Maria Sforza, rappresentato da Azzo Visconti.
Azzo Visconti fu amato dalla popolazione e il suo governo fu giusto ed equilibrato: quando affidò al barese Domenico de Afflicti la carica di Capitano di Modugno (il Capitano era il rappresentante dell'autorità locale ed era sempre forestiero) la popolazione fece ad Azzo le proprie rimostranze per una disputa relativa al pagamento delle collette, in corso tra Bari e Modugno. Visconti accolse la richiesta dei modugnesi e rimosse Domenico de Afflcti dal suo incarico. Il duca Sforza Maria Sforza lodò la sua rettitudine e la sua fedeltà alla Casa Sforza e lo riconfermò nel suo ruolo nel 1467. Quando Azzo lasciò il suo ufficio due anni dopo, lo Sforza nominò governatore il figlio, Gaspare Visconti.

### Sviluppo nel periodo aragonese

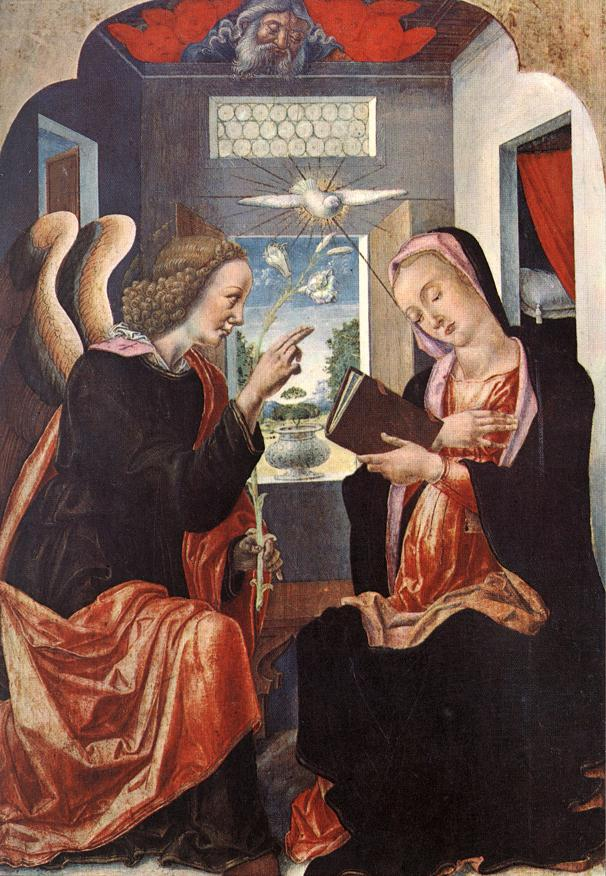
La pala d'altare dipinta dal veneziano Bartolomeo Vivarini, databile al 1472 e conservata nella chiesa di Maria santissima Annunziata di Modugno.

Tra il XV e il XVI secolo, Modugno visse un periodo di notevole crescita demografica ed economica, trasformandosi da un piccolo casale fortificato a un borgo con popolazione superiore a Trani o Polignano a Mare. 
Questa crescita, che caratterizzò non solo Modugno, ma anche altri borghi dell'entroterra fu causato da una serie di fattori. I frequenti attacchi dei pirati dalmati e turchi sulle coste pugliesi, spinsero la popolazione a cercare riparo nell'entrotarra e nelle città meglio difese.
Inoltre, il periodo di pace che si ebbe in Puglia con il termine delle lotte di successione al trono di Napoli e l'ascesa degli Aragonesi, favorì la ripresa dei commerci e delle attività mercatali nella vicine Bari e Bitonto, le cui fiere erano frequentate da mercanti fiorentini, veneziani, lombardi, genovesi che vi importavano soprattutto panni e gioielli e ne esportavano olio, mandorle e grano.
Attestazione indiretta dei rapporti commerciali di Modugno con i mercanti veneziani è la presenza nella chiesa di Maria Santissima Annunziata di una pala d'altare del pittore veneziano Bartolomeo Vivarini.
L'aumento della richiesta di cereali e olio per l'esportazione, si tradusse in un aumento dei prezzi a vantaggio dei proprietari terrieri che investirono in nuove piantumazioni di ulivi e in un aumento della richiesta di braccianti agricoli, per cui numerose famiglie si trasferirono a Modugno per dedicarsi alla coltivazione dell'olivo. Nello stesso periodo, si trasferirono a Modugno famiglie nobiliari forestiere che si arricchirono rapidamente col commercio, con la proprietà fondiaria o coi servigi resi agli Sforza e Aragona, e iniziarono a occupare ruoli di rilievo nell'amministrazione cittadina.
Questa crescita demografica ed economica, venne accompagnata da una crescita urbanistica: anteriormente al secolo XVI venne edificato un nuovo quartiere attorno alla chiesa di San Giovanni Battista, sulla direttrice che da Bari conduceva a Bitonto; agli inizi del secolo XVI, sotto il ducato di Isabella d'Aragona Sforza e di sua figlia Bona, viene edificato un «borgo nuovo», o «suburbio». Le famiglie benestanti recentemente trasferitesi a Modugno, preferirono edificare i palazzi familiari in un luogo separato, in zona frontale rispetto alla porta principale del paese, la "Porta di Bari". In questo periodo, nella zona prospiciente la porta di Bari vennero edificati la sala del sedile dei nobili, il palazzo Ancarano e la chiesa di Santa Maria del Suffragio, sede dal 1651 della Confraternita dei Nobili. Nella vicina via di Sant'Agostino (oggi via conte Rocco Stella) furono eretti i palazzi dei Capitaneo, Maffei, Stella e Scarla. Contemporaneamente, l'antica piazza del paese (oggi piazza del popolo) veniva occupata da nuovi edifici.

## Ducato sforzesco di Bari, Modugno e Palo del Colle (1465-1557)

### Sforza Maria Sforza
Nel 1465 fu investito del ducato Sforza Maria, terzogenito di Francesco Sforza, in vista del suo matrimonio con Eleonora d'Aragona, figlia del re, e col consenso del padre Francesco, che rinunciava così ai propri diritti sui feudi donati al figlio, compreso Modugno. Sforza Maria fu, tra l'altro, l'unico Sforza a recarsi personalmente nei territori a lui intestati, durante l'esilio barese del 1477-1478.

### Ludovico il Moro e Beatrice d'Este

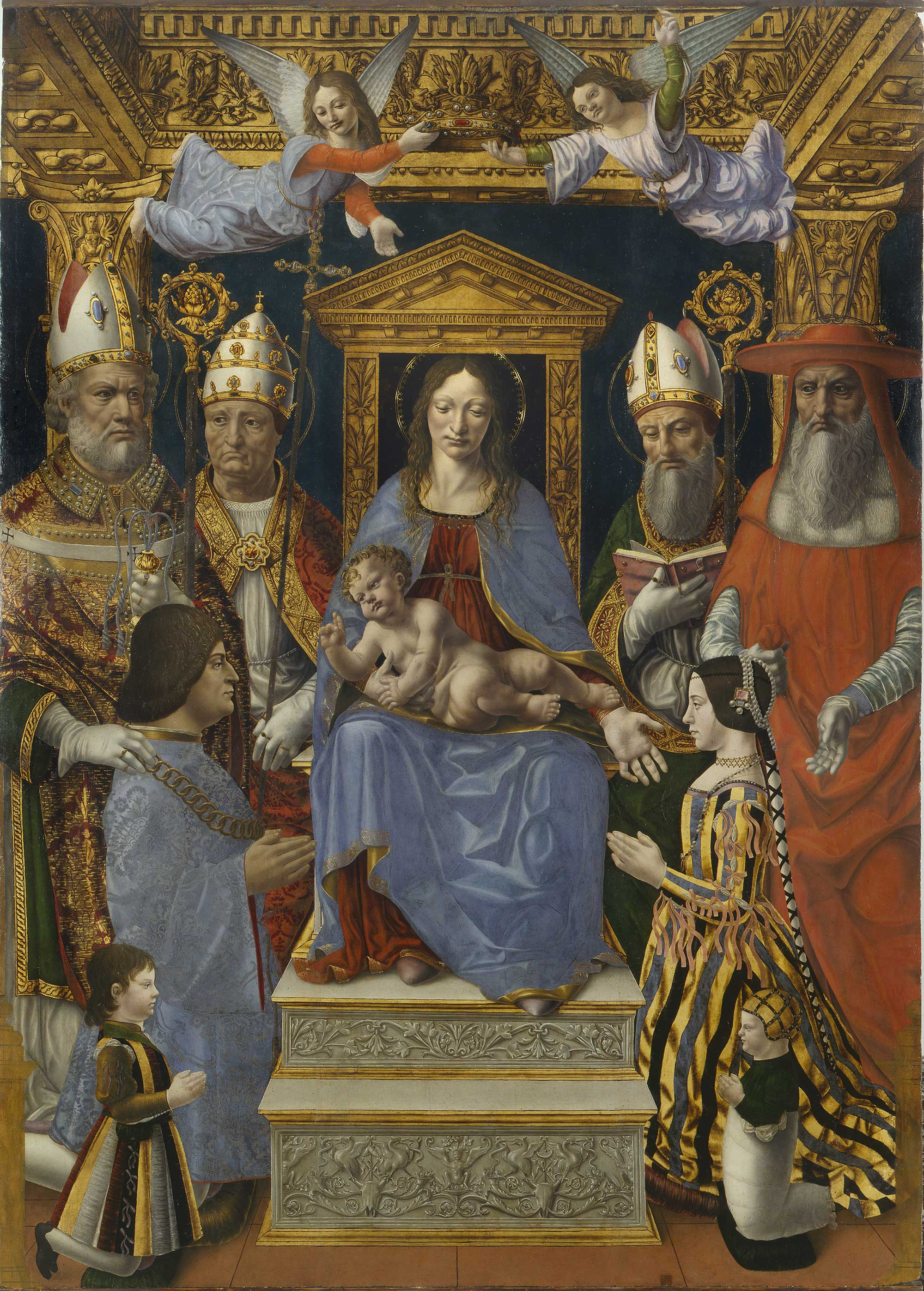
Ludovico il Moro e sua moglie Beatrice d'Este, duchi di Bari, nella Pala Sforzesca.

Morto Sforza Maria nel 1479 senza figli, per decreto reale il ducato passò al di lui fratello Ludovico il Moro, che l'affidò a vari governatori, fra cui la sorella Ippolita Maria Sforza. Già a partire dall'anno successivo ne fu intitolata anche la sua promessa sposa Beatrice d'Este, nipote e figlia adottiva di re Ferrante, per volontà dell'avo che gliela concedeva in matrimonio. Alla morte di Beatrice, nel 1497, Ludovico (ormai duca di Milano) cedette l'intero ducato di Bari al loro secondogenito Sforza Francesco, ma questi non ne godette che fino al 1499, poiché a causa dell'imminente invasione francese del ducato di Milano e di una confusa e infruttuosa manovra politica del padre Ludovico, Modugno con l'intero ducato di Bari fu occupato da Isabella d'Aragona, pur continuando a esserne titolare Francesco.

### Duchessa Isabella d'Aragona (1501–1524)
(Vito Masellis nella “Storia di Bari”, Edizione Italiana, Bari 1965)

Nel 1500 Isabella d'Aragona ricevette il ducato di Bari, Modugno e Palo del Colle da Ludovico il Moro e diverse famiglie lombarde, fedeli alla duchessa, la seguirono in Puglia. Già altre famiglie forestiere si erano stabilite nelle tre città del ducato nei precedenti governi degli Sforza, per occuparsi di commerci o per rivestire cariche di potere. Tra le famiglie che si stabilirono a Modugno in questo periodo si ricordano i Cornale, i Cesena, i Capitaneo e gli Scarli. Isabella incoraggiò l'integrazione di queste nuove famiglie con la popolazione locale attuando una politica di promozione dei matrimoni.

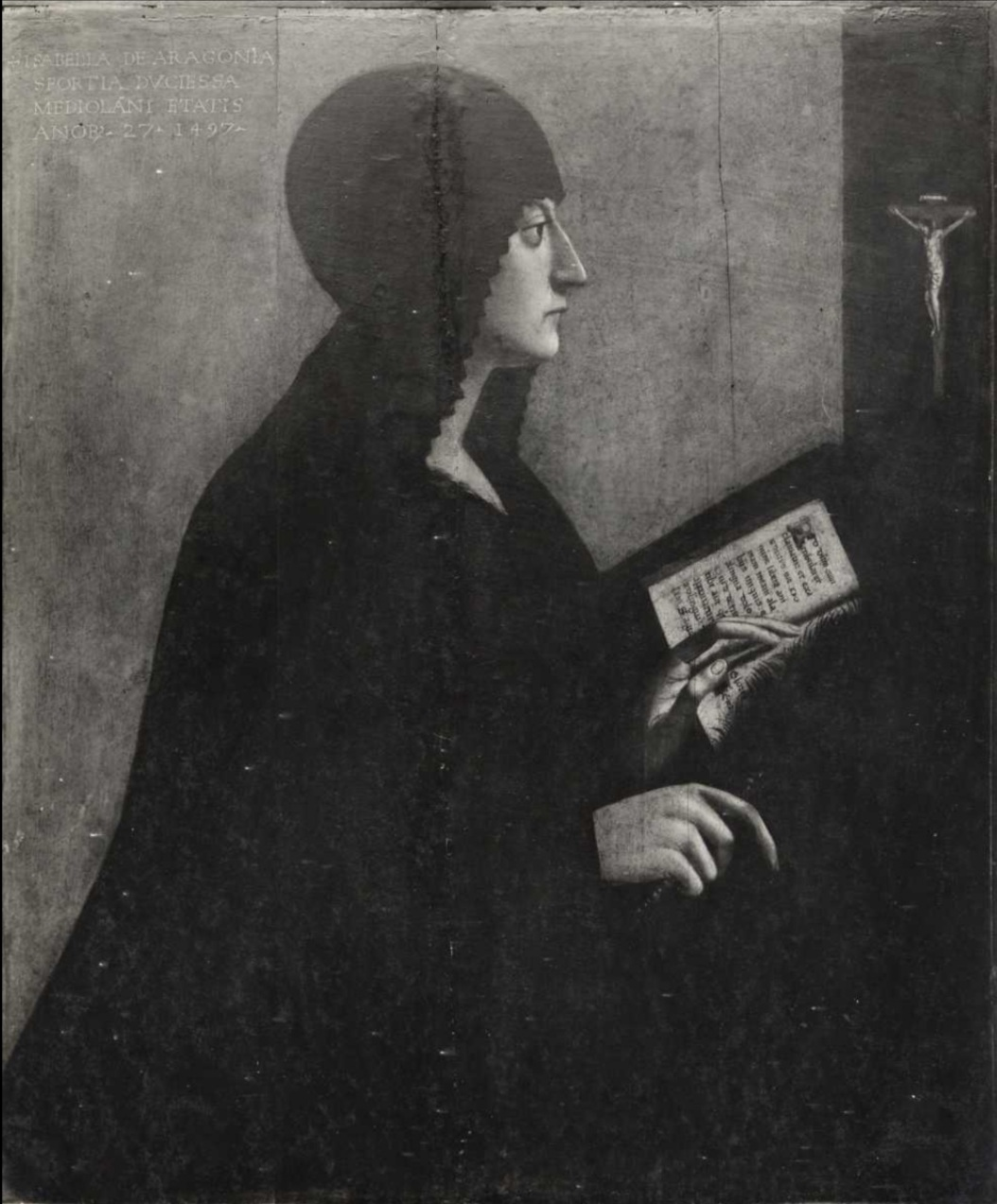
Isabella d'Aragona

Isabella d'Aragona introdusse nel suo piccolo ducato lo spirito di rinnovamento e la capacità di investire in opere pubbliche caratteristiche del Ducato di Milano. 
Amò circondarsi di artisti e letterati; chiamò a corte lo scrittore modugnese Amedeo Cornale. In questo periodo risale il primo libro stampato a Bari (opera di Nicola Antonio Carmignano del 1535, ora conservata al Museo Civico di Bari).
Durante il ducato di Isabella, il 24 aprile 1502, il Gran Capitano spagnolo Consalvo di Cordova confermava alla terra di Modugno la Fiera di San Pietro Martire.
Il governo illuminato di Isabella si accompagnò ad una politica fiscale oppressiva, promossa dal suo ministro Giosuè De Ruggiero. L'asprezza fiscale venne incrementata in occasione del matrimonio della figlia Bona Sforza con il re Sigismondo I di Polonia, celebrato con grande sfarzo a Napoli, il 6 dicembre 1517 e i festeggiamenti durarono dieci giorni. Per la dote e per le spese dello sfarzoso matrimonio il Capitolo di Modugno contribuì con la somma di 300 ducati.
I cittadini modugnesi lamentarono anche i soprusi del proprio arcivescovo Gian Antonio De Ruggiero (eletto arcivescovo per intercessione del potente fratello Giosuè) il quale approfittava della propria posizione per arricchirsi. Le vessazioni continuarono anche quando Gian Antonio De Ruggiero divenne Vescovo di Ostuni nel 1517 (nel 1507 Isabella d'Aragona era entrata in possesso del feudo di quella città al posto delle due cittadine calabresi di Burello e Rosarno) e mantenne i benefici delle chiese modugnesi. Il popolo, esasperato, scrisse una lettera nel 1527 alla duchessa Bona, che successe alla madre Isabella denunciando con toni molto duri la situazione e, successivamente, chiesero che non venisse eletto nessun altro arciprete che non fosse di Modugno. Non si ricorda nessun altro arciprete straniero fino al 1826 quando venne eletto Nicola Affatani di Gioia del Colle.

### Il governo di Bona Sforza (1524–1557)
Bona Sforza successe a sua madre Isabella nella guida del Ducato di Bari. Il 24 maggio 1524 designò come Governatore il barese Ludovico Alifio il quale dovette fare i conti con una insurrezione popolare che cacciò dalla città il ministro De Ruggiero.
Nel contesto della guerra tra il francese Federico I di Napoli e lo spagnolo Carlo V, in territorio pugliese si verificarono lotte tra le due fazioni e devastazioni diffuse: in questo periodo venne distrutta la borgata di Balsignano.
Bona Sforza, nonostante l'avanzata dei Francesi dichiarò la propria lealtà agli Spagnoli. Le truppe di Lautrec assaltarono la torre di Sant'Andrea, che era lungo la strada tra Modugno e Bari, venendo respinti dalla guarnigione della torre.
Bona, fino al 1556, amministrò il suo ducato dalla Polonia. Il suo governo fu severo e autoritario, ma anche magnanimo e benevolo con i suoi sudditi. Dalla Polonia diresse molti interventi nel suo ducato effettuando donazioni in favore di Modugno. Nel 1518 (quando era ancora duchessa Isabella) concesse al Capitolo di Modugno 425 lire per restaurare la chiesa di Maria Santissima Annunziata, concesse la creazione di un mercato di otto giorni a favore della chiesa di Sant'Eligio (ora chiesa di San Giuseppe delle Monacelle), fece costruire un ospedale per i poveri vicino alla stessa chiesa.
Bona cercò di alleviare le sofferenze della popolazione del ducato che spesso soffriva di siccità facendo costruire diversi pozzi. 
A Modugno, fece costruire lungo la via che conduceva a Carbonara un pozzo profondo 60 metri che rimase visibile fino al 1960. Inoltre, fece realizzare un canale lungo le mura di Modugno per evitare che le acque reflue ristagnassero per le strade e provocassero malattie.
La regina Bona portò con sé alla corte di Sigismondo I diversi letterati e uomini di cultura che fece suoi ministri. Fra questi si ricordano i modugnesi Scipione Scolaro, Girolamo Cornale (fratello di Amedeo) e Vito Pascale, tanto stimato a corte che, quando questi chiese di tornare in patria, il giovane Sigismondo II di Polonia gli chiese di rimanere nominandolo cancelliere.
È possibile, ma non si hanno notizie certe al riguardo, che la regina possedesse a Modugno un proprio Palazzo nel quale si recava quando era in visita in città. Esso è individuato in una costruzione che sorge ancora oggi nei pressi della chiesa del Carmine. È certo che Bona possedeva a Modugno una scuderia di cavalli nei pressi della chiesa matrice.
Bona cercò anche di ampliare il proprio ducato: nel 1536 acquistò la città di Capurso e nel 1542 acquistò anche la contea di Noia e Triggiano. Per raggiungere la cifra necessaria all'acquisto della contea (68 000 ducati) impose nei suoi feudi delle nuove tasse, e in questa occasione l'Università di Bari (amministrazione comunale) si lamenta presso la regina del fatto che Modugno sia “laudata e amata più di questa città (Bari) dalla M.V. (maestà vostra)”.
Dopo la morte del marito, Bona Sforza decise di trasferirsi in Puglia dalla Polonia, seguita anche dai suoi consiglieri modugnesi Scipione Scolaro e Vito Pascale. Quest'ultimo quando era ancora in Polonia, il 5 dicembre 1550 aveva avuto in dono dall'Università di Modugno un terreno prospiciente la piazza principale dove venne costruito il palazzo Pascale-Scarli).
Nel novembre 1557 la regina Bona Sforza morì, lasciando il ducato alla Corona del Regno di Napoli.

## Vicereame spagnolo asburgico (1503 - 1707)
Nel primo periodo della dominazione spagnola, Modugno ebbe la fortuna di essere un ducato sotto la diligente cura di Isabella d'Aragona e Bona Sforza, ma con il passaggio alla Corona di Spagna subì le conseguenze del suo malgoverno che la portò a una grave decadenza economica, politica e sociale.
Tra il 1550 e il 1650 continuò l'espansione urbanistica iniziata nel secolo precedente, in periodo aragonese. In questi anni vennero edificati progressivamente, il palazzo Scarli, la chiesa di Santa Maria della Croce, palazzo Cesena sulla Motta, fu innalzato il campanile e ampliata nelle forme attuali la chiesa Matrice, eretto il convento delle olivetane per le fanciulle di nobile origine, mentre quelle di Santa Maria della Purità, detto anche delle Monacelle, restò riservato alle suore di umile condizione.
Alla fine del Seicento, Modugno è ormai un centro di riferimento per i commerci di prodotti agricoli. Modugno era un collegamento fra Bari e il suo entroterra, poiché la produzione agricola di diversi comuni vicini affluiva proprio a Modugno per poi essere collocata sul più grande mercato di Bari. In questo periodo, la stessa agricoltura della città di Modugno si diversifica, privilegiando la monocoltura delle mandorle, dell'olivo, della vigna e delle ciliegie. La società modugnese è stratificata e diversificata, comprendendo contadini e braccianti agricoli, ma anche artigiani, commercianti, professionisti e ricchi possidenti terrieri

### Le vessazioni del Governo spagnolo
Una delle caratteristiche del dominio spagnolo fu un incremento della pressione fiscale che si concentrava maggiormente sui poveri dato che i grandi feudatari e il clero erano esenti. Da un registro intitolato “Libro di tutti i Capitoli delle gabelle ed imposizioni della Magnifica Università di Modugno” si apprende che vi era tassata ogni attività commerciale e ogni bene: c'erano tasse sulla farina (era vietato macinare il grano al di fuori del territorio comunale), sul pane, sulla molitura delle olive, sul mosto, sul vino (la tassa ammontava a un quarto del prezzo di vendita del vino), sull'uva, sulle mandorle, sui latticini, sui pesci freschi e salati, sul possesso di animali e sulla macellazione delle carni, sull'introduzione in città di merci, sull'occupazione di suolo pubblico, ecc.
In Puglia, inoltre, permaneva il pericolo di incursioni da parte dei pirati Turchi. Nel 1647 venne inviato a Bari il Governatore Giorgio Sguerra de Rozas per contrastare un eventuale sbarco di Turchi e alcune compagnie spagnole alloggiarono anche a Modugno. Le città che ospitavano presidii militari erano obbligate a provvedere al sostentamento delle truppe con spese molto elevate per le casse comunali. Era considerato un privilegio non ospitare una guarnigione spagnola, privilegio che si doveva pagare. La città nel 1619, contrasse un mutuo di 2 500 ducati per provvedere al mantenimento di alcune compagnie di soldati.

### Libertà dalla servitù feudale
Come si è visto, alla morte di Bona Sforza, i territori di Bari, Modugno e Palo del Colle tornarono alla Corona di Spagna. L'anno seguente Modugno e Palo vennero dati in feudo a Don Garcia Toledo con la proibizione di rivendere il feudo. In questa maniera, alla morte del viceré di Sicilia, i territori tornarono al Demanio. Con lettere del 3 luglio e 26 agosto 1581 Filippo II vendette nuovamente Modugno per 40 000 ducati al genovese Ansaldo Grimaldi, suo consigliere. Palo venne venduta per 50 000 ducati alla suocera di Grimaldi, Brigida de Mari. Queste vendite non prevedevano clausole.
In questo periodo, molti erano i genovesi che avevano interessi in Puglia: fra questi si ricordano anche alcuni esponenti della famiglia de Mari, fra cui G. Battista de Mari nel 1589 acquistò la gabella dell'olio e il dazio della farina di Modugno.
Ansaldo Grimaldi prese possesso del suo feudo il 12 novembre 1581 acquisendo il titolo di "Marchese di Modugno", ma l'anno seguente la città di Modugno riuscì a raccogliere i 40 000 ducati (6 000 dei quali dati dal Capitolo di Modugno e i rimanenti dall'Università) necessari per rimborsare Grimaldi e acquisire la libertà dal giogo feudale, mediante vendita delle entrate ai genovesi Battista Giustiniani, Minetta Doria ed Enrico Salvago. Il re diede il proprio assenso al riscatto con decreto del 22 marzo 1585. Anche Palo era riuscita a riscattarsi ma si rivendette al figlio di Don Garcia, Don Pietro di Toledo, il quale rimborsò l'Università di Palo dei 50 000 ducati pagati per il riscatto e, nel 1582, rivendette il feudo allo zio Don Luigi di Toledo per 54 000 ducati. Palo non riacquistò più la libertà e da allora ebbe inizio “il primo triste e doloroso periodo della storia palese, durante il quale ogni sopruso fu lecito, ogni angheria permessa, ogni usurpazione consentita”.

Lo stemma del comune di Modugno

Acquisire e mantenere la libertà demaniale era un notevole privilegio: delle oltre 1400 città e terre del Regno di Napoli, solo 58 erano libere dal legame feudale; 18 di esse erano in Puglia: Bari, Lecce, Barletta, Trani, Foggia, Taranto, Vieste, Gallipoli, Bisceglie, Modugno, Otranto, Cisternino, Ariano, Bitonto e Monopoli. Modugno ottenne inoltre la "grazia del perpetuo demanio", ovvero di mantenere in eterno la libertà acquisita. Lo stemma comunale del cardo selvatico non a caso venne scelto quale emblema di fierezza e di indipendenza.

### Il finto barone
Il Governo spagnolo, per non perdere i tributi dovuti dal feudatario al re (l'adoa, tassa che sostituì l'obbligo di aiuto militare al monarca, e il rilevio, una tassa di successione che si pagava per consentire all'erede di prendere possesso del feudo), impose a Modugno di nominare un finto barone che venisse riconosciuto titolare delle rendite cittadine. Il finto barone, a sua volta, rigirava le rendite all'Università. Questa usanza rimase in vigore fino all'inizio del XIX secolo, nonostante il tentativo fatto nel 1781 dall'Università di Modugno di chiedere alla Regia Camera di evitare questo sistema che comportava un giro vizioso delle entrate cittadine (dal popolo al finto barone, da questo all'Università e, infine, al Viceré).
Il primo finto barone fu Andrea Novo. L'Università di Modugno teneva alla dignità del proprio finto barone e assegnava alla sua famiglia un vitalizio.
L'ultimo finto barone fu Pietro Martire Ruccia. Alla sua morte gli sarebbe dovuto succedere il primogenito, ancora minorenne. Nel 1803, nell'attesa della maggiore età del nuovo finto barone, la Regia Camera fece pressioni minacciando il raddoppio della tassa dovuta se avesse dovuto attendere il rilevio al compimento della maggiore età del nuovo finto barone. Allora, ci si affrettò a raccogliere quanto dovuto con una imposta straordinaria il cui ricavato venne conservato in una cassaforte del monastero delle Clarisse di Santa Maria della Purità (Monacelle). Tuttavia, il 2 agosto 1806, Giuseppe Bonaparte dichiarò abolito il sistema feudale e il figlio di Pietro Ruccia non fece in tempo a essere eletto nuovo barone.
Nonostante la cattiva politica del dominio spagnolo, nel XVI e XVII secolo Modugno seppe assumere un ruolo rilevante nell'economia provinciale. Sfruttando la sua posizione geografica alle porte di Bari, Modugno divenne il punto di raccolta dei prodotti agricoli dell'entroterra che affluivano nel mercato di Bari attraverso Modugno.
Nello stesso periodo, si registra un elevato incremento demografico che si manifestò nello sviluppo, al di fuori dell'originaria cinta muraria, del quartiere popolare detto del Suburbio, di nuove chiese e conventi, di palazzi delle famiglie più importanti.
Questo incremento demografico si accompagnò a una diversificazione sociale che non aveva paragoni negli altri paesi della Terra di Bari.

### Fallimento dell'Università di Modugno
Quando un'Università non riusciva a far fronte alle richieste del Governo, si indebitava chiedendo prestiti a mercanti o a ricchi possidenti terrieri che richiedevano un interesse che si aggirava intorno all'8%. Le Università, per sdebitarsi concedevano ai propri creditori gli appalti della riscossione delle tasse. In questa maniera, i creditori acquisivano a poco prezzo i diritti di riscossione delle tasse e lucravano sulle esazioni. Nello stesso tempo, le Università perdevano delle entrate immettendosi in un circolo che portava al rapido esaurimento di tutte le risorse. A quel punto, l'Università era costretta a dichiarare il fallimento e a essere “dedotta in patrimonio” (la Regia Camera Sommaria affidava l'amministrazione delle finanze del comune a un Commissario e prendeva le entrate cittadine).
Nonostante lo sviluppo sociale ed economico dei suoi cittadini, anche l'Università di Modugno si trovò in una serie di crisi finanziarie. Le problematiche economiche delle casse pubbliche sono documentate fin dal Cinquecento, quando in un documento viene denunciato il pesante debito che grava sulla città: «...questa Università è venuta in tanta estrema povertade che non have un quattrino...» 
Nel 1537 chiese al capitolo cittadino di impegnare le proprie argenterie. Nel 1619 dovette chiedere un prestito per il mantenimento delle truppe spagnole. Nel 1642 venne applicata un'ulteriore imposta sulla farina il cui diritto di riscossione fu veduto a Donato Olimpo, ex sindaco, e al marchese Flaminio Carafa. Le angherie degli esattori si fecero talmente insopportabili che molti cittadini abbandonarono la città.
Nel 1666 l'Università di Modugno dichiarò fallimento venendo conseguentemente “dedotta in patrimonio”. Nell'archivio del Comune abbondano le istanze risalenti a questo periodo, inoltrate dai creditori che volevano essere risarciti. Lo stato fallimentare dell'Università si protrasse per tutto il secolo successivo, anche sotto il governo degli Austriaci e dei Borboni, cosicché nel 1776 il sindaco Nicolò Lo Bianco, essendo la città “dedotta in patrimonio”, non poté disporre la riparazione urgente della mura cittadine e lo stesso avvenne nel 1799 nell'imminente attacco dei Sanfedisti.
Nel 1783 Modugno chiese al Governo la liberazione del proprio patrimonio dalla riduzione nella Reale Camera Sommaria, essendo migliorata la situazione finanziaria. La richiesta, però, venne respinta e la città continuò a essere dedotta in patrimonio fino all'inizio del XIX secolo quando Giuseppe Bonaparte dichiarò prescritti i debiti dell'Università legati al periodo feudale.

## Vicereame austriaco (1707-1734)

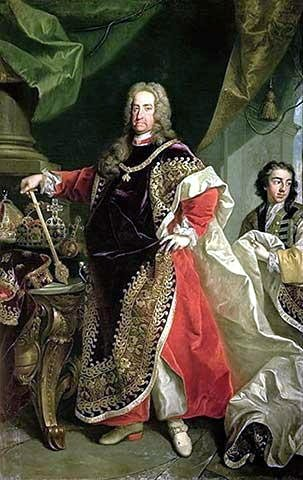
Carlo VI d'Asburgo, unico Re austriaco del Regno di Napoli

Il dominio della Casa d'Asburgo in Spagna e nel Regno di Napoli attraverso il vicereame durò da Carlo V a Carlo II. Essendo quest'ultimo senza erede nominò come suo successore Filippo Borbone. Le grandi potenze europee temendo l'improvviso allargamento dell'influenza della Casa Borbone (che regnava anche in Francia con Luigi XIV) si confederarono dando vita a un conflitto, la Guerra della Grande Alleanza che duro per 13 anni con alterne vicende. In questo contesto nel 1707 un esercito austriaco scese nel Sud Italia conquistando senza difficoltà il Regno di Napoli occupandone la capitale. Dopo, si diresse verso la Puglia.
Con l'ascesa al trono imperiale di Carlo VI, le potenze europee vedendo in lui il pericoloso risorgere della Casa d'Asburgo, preferirono abbandonare la lotta concludendo la pace con Luigi XVI e Filippo di Borbone. Carlo VI continuò da solo il conflitto finché si concluse nel 1714 con la Pace di Rastatt con cui Filippo V rinunciò a unire le corone di Francia e Spagna e Carlo VI otteneva la Lombardia, il Regno di Napoli, la Sardegna (che darà ai Savoia ottenendo la Sicilia) e lo Stato dei Presidii.
Le popolazioni interessate a questi cambiamenti si aspettavano una ripresa economica e un nuovo governo più saggio, ma vennero presto fortemente deluse. Non cambiò nulla nella gestione del Vicereame e persino gli atti ufficiali continuarono a essere redatti in lingua spagnola.
In questo periodo, Modugno fu tenuta in grande conto presso la corte austriaca grazie all'operato del ministro dell'impero Conte Rocco Stella, che intercedesse presso Imperatore per far ottenere alla propria città natia il titolo di "città", la conferma della fiera del Crocifisso, la concessione di franchigie doganali ed esenzioni sui dazi.
Nel contesto della guerra di successione polacca, la battaglia di Bitonto combattuta il 25 maggio 1734, segnò la fine del vicereame austriaco e l'inizio del regno indipendente sotto i Borbone di Napoli. Primo sovrano della nuova dinastia fu Carlo di Borbone, riconosciuto della pace di Vienna che nel 1738 mise fine alla guerra di successione polacca. Nel 1744, durante la guerra di successione austriaca, gli austriaci tentarono di rientrare in possesso del Sud Italia ma dovettero rinunciare dopo la sconfitta di Velletri.

## Regno borbonico (1734-1799)
Nel Settecento si diffuse dalla Francia in tutta Europa il pensiero illuminista. Anche a Napoli, una serie di scrittori e di intellettuali come Tommaso Campanella, Giambattista Vico, Pietro Giannone, Gaetano Filangeri, promossero un cambiamento. In quest'epoca i sovrani che si dicevano illuminati attuavano delle riforme nello stato anche se l'intento non era tanto di sollevare le condizioni popolari quanto quello di garantire un maggiore consenso e una migliore stabilità alla monarchia assoluta.
Alla sua ascesa al trono di Napoli, Carlo III di Borbone dovette anch'egli fronteggiare baroni che opprimevano il popolo con i loro privilegi, le finanze del regno erano in piena crisi, le strade erano dissestate e i commerci erano limitati, le terre erano coltivate con metodi antiquati, la corruzione era diffusa a tutti i livelli dell'amministrazione. Con il valido contributo del ministro Bernardo Tanucci vennero varate molte riforme che però, per la brevità del regno, portarono pochi risultati.
Medico di corte di Carlo III fu il modugnese Francesco Struggibinetti, noto per la sua produzione trattatistica. Tra l'altro, scrisse l'opera “Dell'abuso delle fasce” in occasione del parto della regina.
A Carlo III successe il figlio Ferdinando nei cui esercito si distinse il modugnese Eusebio Capitaneo che nel 1803 divenne tenente-colonnello del II reggimento Bari della Provincia di Trani, meritandosi gli encomi e gli onori del re. Il ministro John Acton ostacolò la sua promozione a Generale. Alla sua morte nel 1808 il re gli fece costruire un mausoleo nella cattedrale di L'Aquila. Nello stesso periodo visse anche Vitangelo Maffei Junior ricordato per aver scritto la prima monografia riguardante Modugno.
A Modugno venne ambientata l'opera del celebre compositore tarantino Giovanni Paisiello, Il Socrate immaginario.

### Adesione di Modugno alla Repubblica Partenopea e reazione sanfedista
Il re Ferdinando continuò l'opera avviata dal padre di rinnovamento del Regno di Napoli, ispirato dai principi illuministici, con l'aiuto del ministro Edoardo Acton. Però, allo scoppio della rivoluzione francese, rimase fortemente impressionato dal furore delle masse e iniziò a condannare le iniziative riformistiche.
In seguito agli eventi bellici che interessarono l'Italia a causa della Prima campagna d'Italia (1796-1797) delle truppe francesi della Repubblica, re Ferdinando fuggì da Napoli a Palermo lasciando il regno nell'anarchia. Il generale francese Championnet occupò Napoli il 23 gennaio 1799 e, con l'aiuto dei rivoluzionari locali, diede vita alla Repubblica Partenopea. Ben presto si sviluppò nel Regno di Napoli il movimento reazionario sanfedista, costituito principalmente da popolani che avviarono una lotta armata con l'intento di difendere la figura del re e l'orine politico e sociale precedente all'arrivo dei francesi, creando l'Esercito della Santa Fede sotto la guida del Cardinale Ruffo.
Modugnò aderì alla Repubblica, sotto la pressione del Comitato di Bari. Per questa ragione, fu tra le prime città pugliesi a essere attaccate dalle milizie popolari sanfediste il 10 maggio 1799.
Le file sanfediste erano formate da 14 000 persone, tra cui anche donne e ragazzini. Al combattimento parteciparono effettivamente circa 4 000 persone, di cui solo 500 erano armate di fucile. La difesa modugnese, che poteva contare su soli 120 uomini dislocati sulle terrazze delle case, durò dalle ore sei di mattina alle ore sedici, quando i Sanfedisti desistettero senza riuscire a provocare danni. Nella giornata di quella resistenza, già di per sé eccezionale, si ricorda anche un altro fatto straordinario: i Sanfedisti videro sul tetto di un'abitazione una donna con in mano un fazzoletto, che venne identificata nella Madonna Addolorata, apparsa in sostegno dei difensori e, per questo si allontanarono.

## Regno francese napoleonico (1805 - 1815)
Dopo l'ascesa al potere di Napoleone Bonaparte e la sua vittoria di Marengo, nel trattato di pace di Luneville del 5 febbraio 1801 Ferdinando conservò il proprio regno ma gli venne imposto di ospitare e mantenere a proprie spese una divisione francese di 13 000 uomini in Puglia, ponte di collegamento verso l'Egitto. Alcune di queste truppe alloggiarono anche a Modugno. Nelle disposizioni decurionali dell'epoca si legge infatti che l'Università è indebitata a causa dell'“Anarchia” (gli avvenimenti del 1799) e del “soggiorno che fece in Modugno il distaccamento delle truppe francesi”.
I soldati francesi compirono ogni sorta di violenza e di sopruso nei confronti delle popolazioni, tanto che quando nel 1802, dopo la pace tra Francia e Inghilterra, lasciarono la Puglia si festeggiò con fuochi artificiali e luminarie.
L'anno successivo, però, Napoleone riprese le ostilità con l'Inghilterra e impose al re di Napoli di mantenere presidii francesi nel proprio regno. Questa volta Modugno riuscì a evitare l'alloggiamento di truppe francesi che stazionarono in Puglia per tre anni angariando le popolazioni in maniera sempre peggiore.
Nell'ottobre 1805 si formò la Terza Coalizione Antinapoleonica e Napoleone richiamò le sue truppe dal Regno delle Due Sicilie per impiegarle sul fronte austriaco. Ferdinando di Borbone colse l'occasione per aderire alla coalizione prescrivendo l'arruolamento in ogni comune (anche Modugno partecipò). Napoleone sconfisse i suoi nemici a Ulma e ad Austerlitz e Ferdinando fu costretto a fuggire in Sicilia.
Le truppe francesi invasero il regno di Napoli e Giuseppe Bonaparte, fratello di Napoleone, venne eletto re nel 1806. Al suo arrivo a Napoli venne accolto dall'entusiasmo dei sostenitori dei principi rivoluzionari, anche Modugno inviò i propri rappresentanti nella capitale per porgere l'omaggio al nuovo re.
Giuseppe Bonaparte iniziò ben presto con l'attuazione di riforme radicali come la citata abolizione del regime feudale il 2 agosto 1806 (a Modugno venne posta fine alla farsesca elezione del falso barone), l'abolizione di molti ordini religiosi con la messa al bando dei Gesuiti dal regno e la confisca di beni monastici (a Modugno gli agostiniani dovettero lasciare la loro chiesa e i Domenicani il convento), l'inizio di una riforma agraria per combattere il latifondo, la riforma tributaria con l'eliminazione delle tasse che gravavano sul consumo dei beni necessaria alla sussistenza delle povere famiglie, l'adozione del sistema metrico decimale che, tuttavia, non venne sempre adoperato dal popolo, la creazione di scuole in ogni comune (il 1º ottobre 1806 a Modugno venne creata la prima scuola che constava in due sezioni: quella maschile affidata al frate Domenico Carroccia e che faceva lezione nei locali della chiesa del Purgatorio; e la sezione femminile affidata alla donzella Morena Anastasia che svolgeva le lezioni in un locale preso in fitto dalla famiglia Scarli). Giuseppe Bonaparte abolì il sistema elettorale che prevedeva l'elezione in base al ceto sociale, introducendo il diritto di voto basato sul reddito e il nuovo Decurionato della città venne creato a Modugno il 27 novembre 1806.
Il napoleonide volle rendersi conto di persona delle condizioni delle popolazioni in un viaggio nelle varie regioni del regno, passando per la Puglia nel 1807. Il 28 marzo arrivò a Barletta dove ricevette l'omaggio dei rappresentanti delle città pugliesi; per Modugno erano presenti il sindaco Francesco Santoro e il decurione Francesco Scura. La successiva tappa del suo viaggio era Bari. Il re doveva pertanto attraversare la parte costiera del territorio (in località Palese, ora facente parte di Bari). Per questa occasione vennero spesi 56 ducati e 15 grani.
Giuseppe Bonaparte impose il servizio militare obbligatorio che prevedeva l'arruolamento di una persona ogni mille abitanti. Modugno, constando all'epoca di una popolazione di circa 5 000 abitanti dovette fornire all'esercito del re 5 uomini. Le diserzioni e i sotterfugi per sfuggire alla leva erano diffusi tanto che dei 47 modugnesi fra i quali si dovevano estrarre coloro i quali sarebbero diventati soldati, solo 5 si presentarono così non fu necessario procedere col sorteggio. Ma anche questi cinque ben presto si dettero alla macchia e dovettero essere sostituiti. Per uno di loro si dovette procedere ad almeno sei rimpiazzi, infatti, chi veniva chiamato come sostituto era ritenuto inabile o disertava a sua volta.
Tuttavia, in questo periodo, non si fanno notizie di soprusi dei soldati francesi e il loro mantenimento non gravava più sui bilanci comunali: il Governo risarcì il Decurionato di Modugno per le spese sostenute durante lo stanziamento nel gennaio e nel febbraio 1808 di un distaccamento di Cacciatori a cavallo.

### Governo di Gioacchino Murat

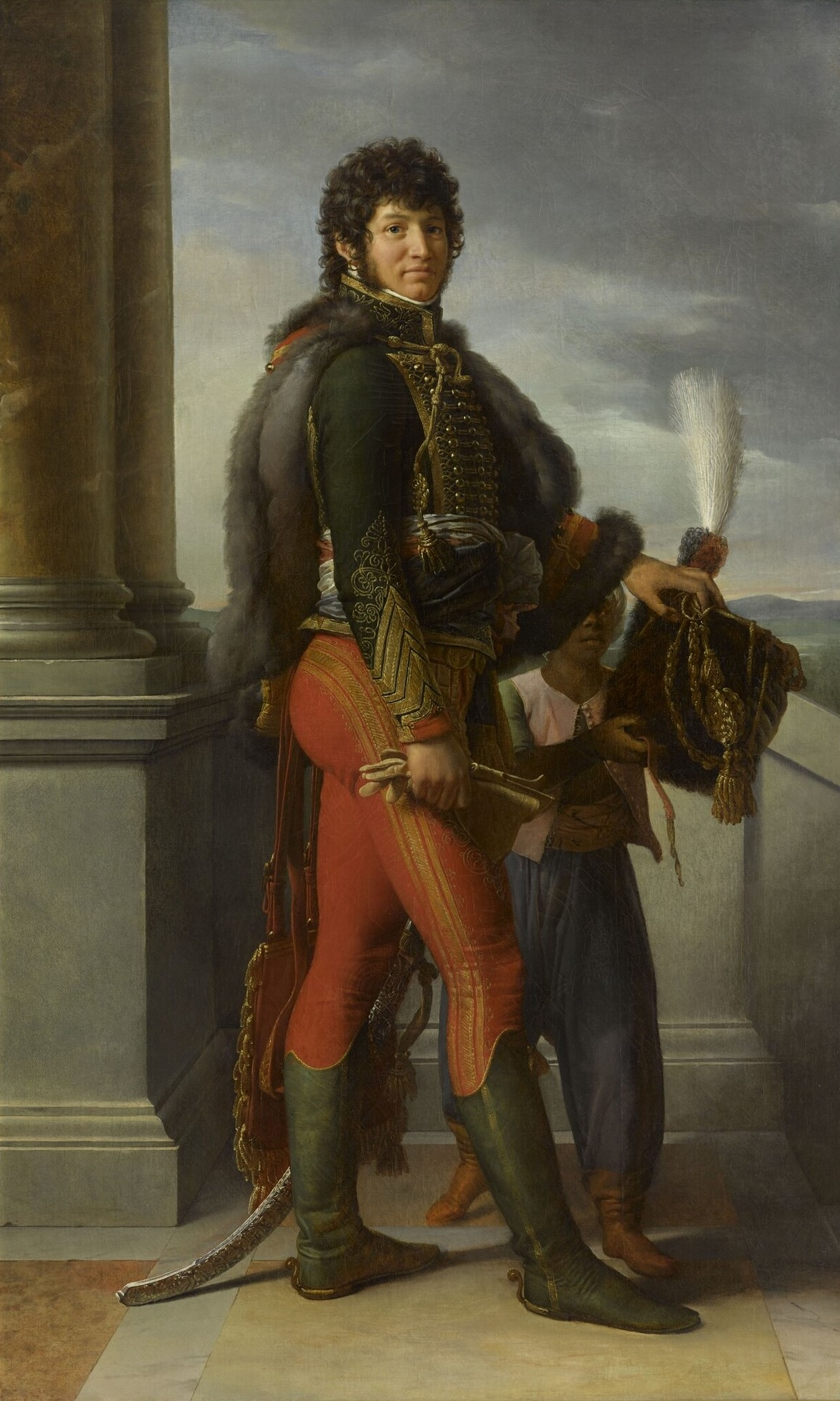
Gioacchino Murat

Il governo di Giuseppe Bonaparte a Napoli durò solo due anni. Dopo la conquista francese della Spagna ne fu nominato re. Il suo posto fu preso dal cognato di Napoleone, Gioacchino Murat. Questi entrò a Napoli il 10 giugno 1808. Continuò la politica di riforme iniziata dal predecessore e in soli sette anni riuscì a trasformare il Regno di Napoli in uno stato moderno.
Modificò il sistema legislativo adottando il Codice Napoleonico e diede un forte impulso alle comunicazioni e al commercio realizzando nuove strade e ripristinando i mercati e le fiere che erano state abolite durante le dominazioni precedenti. Modugno chiese il ripristino del mercato domenicale, della fiera del Crocifisso e di quella dedicata a San Pietro Martire; inoltre, propose la realizzazione di tre nuove fiere da realizzarsi durante il 10 marzo, e le feste di San Nicola da Tolentino di San Rocco. Murat accolse tutte le richieste.
La sua politica interna si scontrò con le necessità di Napoleone; il malcontento iniziò a diffondersi a causa della forte pressione fiscale necessaria alle spese belliche e per la leva militare. Dopo la disfatta nella Campagna di Russia, i guerriglieri filo-borbonici e i briganti acquisirono forza e iniziarono a creare focolai di rivolta contro il re. Murat affrontò la situazione sopprimendo le rivolte e aggraziandosi le simpatie della popolazione con un viaggio nelle regioni del suo regno. Giunse a Bari il 24 aprile 1813 e vi rimase anche il giorno successivo quando diede il via alla costruzione del nuovo quartiere al di fuori delle antiche mura cittadine. Il 25 aprile, Murat firmò il decreto che trasferiva l'ospedale di Modugno dalla chiesa di San Vito ai locali del soppresso convento degli Agostiniani.
Con la definitiva caduta di Napoleone, dopo aver cercato un accordo con l'Austria, dopo il famoso "Proclama di Rimini" e dopo un ultimo e sfortunato colpo di mano in Calabria, Murat viene arrestato e condannato a morte. Il 9 giugno 1815 sul trono di Napoli tornò Ferdinando di Borbone.

### Economia modugnese nella prima metà dell'Ottocento
Nella prima parte dell'Ottocento, Modugno era un importante centro di raccolta, lavorazione e commercializzazione di prodotti agricoli. Il territorio modugnese è caratterizzato dalla presenza di un gran numero di edifici industriali (frantoi, mulini, magazzini di olio, mandorle e di altri prodotti agricoli). Ciò è dimostrato dal fatto che nel 1806 il reddito imponibile sugli edifici industriali era a Modugno di 1 097,28 ducati, mentre a Bari era 1 180 ducati. Quindi, per quanto riguarda l'industria e il commercio, Modugno aveva una rilevanza molto simile a quella di Bari e di gran lunga superiore a quella dei paesi limitrofi come Bitetto (che aveva un reddito imponibile inferiore a un terzo), Bitritto (70 ducati), Toritto (202 ducati, Giovinazzo (54 ducati), Grumo Appula (662 ducati).
Questa maggiore presenza di edifici industriali con conseguenti attività industriali risale a tempi remoti e trova conferma nel Catasto Onciario del 1752. Modugno era un importante centro di lavorazione e di commercializzazione dei prodotti agricoli e artigianali che arrivavano dai paesi limitrofi (in particolare Bitetto, Bitritto, Grumo e Toritto) e trovavano sbocco nel vicino mercato barese e il suo porto. Modugno contendeva il primato del commercio a città dalla produzione agricola ben più ricca come Bitonto e Palo del Colle.
Nei primi decenni dell'Ottocento, l'imprenditore provenzale Pierre Ravanas introdusse in Puglia tecniche innovative di raccolta e di lavorazione delle olive tramite un nuovi macchinari: la mola a doppia macina e la pressa idraulica. Nel 1840 aprì a Modugno uno dei suoi frantoi, nei locali dell'ex convento dei Domenicani. Questo fu il più grande fra i frantoi gestiti da Pierre Ravanas: disponeva di 10 pile, 10 torchi di legno e 3 torchi idraulici. Lo stabilimento aveva una produzione di circa 1200 salme di olio nel 1842. In questo stabilimento era presente anche un'officina che consentì per la prima volta la costruzione in autonomia di botti e torchi senza doverli importare dalla Francia. Qui si registra per la prima volta un'altra innovazione introdotta da Pierre Ravanas: l'uso della bambagia per filtrare l'olio che usciva dai torchi. L'introduzione di questa innovazione nacque dall'esigenza di rispondere alla grande quantità di ordinativi ricevuti, che non consentiva di attendere l'eliminazione delle impurità per decantazione.

## Regno borbonico (1816-1860)

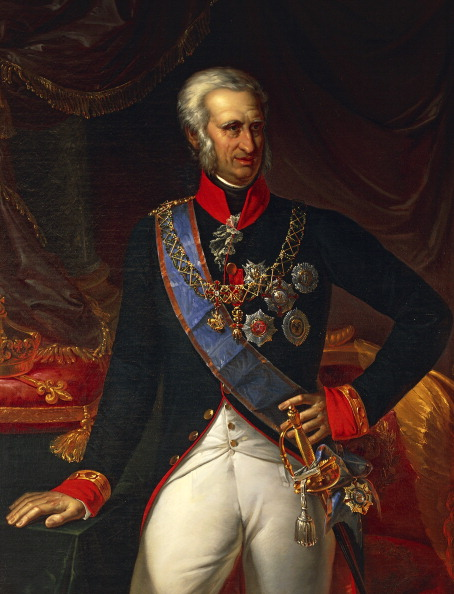
Ferdinando I delle Due Sicilie

Nel Congresso di Vienna venne deciso, tra l'altro, il ritorno di re Ferdinando a Napoli e il 7 dicembre 1816 Ferdinando IV di Napoli, assunse il nome di Ferdinando I delle Due Sicilie.
Nel dicembre 1815 scoppiò a Noja (l'attuale Noicattaro) una pestilenza portata da una nave proveniente dalla Grecia. La città venne circondata e isolata per evitare il diffondersi del morbo. Venne creato anche un cordone marittimo per evitare l'arrivo di altre navi con equipaggio infetto provenienti dalla costa opposta dell'Adriatico. Le misure adottate raggiunsero gli effetti voluti, ma il Decurionato di Modugno spese 327 ducati e 62 grani che non riuscì a farsi rimborsare dal Governo.
Le mura di Modugno erano da tempo degradate e pericolose per le abitazioni vicine causa di ristagno di acque reflue; già dall'assedio del 1799 si erano rivelate inadatte a una efficace difesa e lasciate senza manutenzione e nuovi quartieri erano sorti all'esterno. Il 3 dicembre 1820 ne venne deciso l'abbattimento e per non gravare sul povero bilancio cittadino venne stabilito che chi possedeva abitazioni nei pressi delle mura stesse dovesse provvedere a proprie spese.
Ferdinando continuò con la politica di costruzione di nuove strade avviata dai suoi predecessori. Nel 1816 venne progettata una strada che collegasse Bari ad Altamura. Questo progetto prevedeva l'attraversamento di Modugno entrando dalla Porta di Bari e uscendo dalla Porta dell'Aja. Ma, con l'abbattimento delle mura cittadine, venne proposta la variazione del progetto in modo tale che la strada lambisse e non attraversasse l'abitato. Così il tratto modugnese della Bari-Altamura venne realizzato tra il 1821 e il 1822 con un'ampia carreggiata che corrisponde alle attuali via Roma e corso Vittorio Emanuele. La strada venne chiamata dalla popolazione “via nova” con riferimento sia alla sua recente creazione, sia per la concezione con la quale venne realizzata: rettilinea e larga, mentre si era abituati a mulattiere strette e tortuose.
Lo sviluppo delle infrastrutture viarie che si registra in questo periodo fu facilitato dalla possibilità che avevano i comuni di anticipare le spese chiedendone poi il rimborso allo Stato. In questo periodo venne costruita anche la Modugno-Bitonto, come raccordo tra le preesistenti Bari-Altamura e Bitonto-Canosa. Tra il 1876 e il 1880 venne realizzata la Modugno-Bitritto.
Iniziata nel periodo napoleonico, continuò l'opera di riforma delle istituzioni del regno per mezzo dei “Regolamenti di Polizia Urbana”. Il primo di essi per quanto riguarda Modugno è datato 1818. Interessanti le norme riguardanti l'igiene pubblica: non si può accumulare letame davanti alle abitazioni o nei pressi del centro abitato, è vietato gettare le acque reflue dalla finestre ma è consentito farlo dalla porta, non si possono gettare cocci o vetri per la strada, ogni cittadino deve provvedere alla pulizia del tratto di strada antistante la propria abitazione, non si possono smaltire nei pressi della città i rifiuti della lavorazione delle olive, non si possono uccidere animali da macello in città, ecc. Altri regolamenti riguardavano frodi commerciali, il decoro del paese, l'ordine pubblico e la tranquillità della vita cittadina.
Nel 1836 si verificò un'epidemia di colera durante la quale si distinse il medico modugnese Nicola Longo che, nominato presidente del consiglio sanitario provinciale, si recò nei luoghi dove il morbo era più violento per dare il proprio aiuto in prima persona.

### Carboneria
Le idee rivoluzionarie portate in Italia da Napoleone fecero sorgere anche rivendicazioni di libertà costituzionale e di unità nazionale. Esse si concretizzarono nelle associazioni segrete carbonare, che si diffusero anche nel Regno di Napoli coinvolgendo esponenti della borghesia, del clero e delle nobiltà. Una prima forma di carboneria esisteva già ai tempi di Gioacchino Murat che in un primo tempo l'assecondò ma poi la vietò. Ferdinando di Borbone che dall'esilio aveva approfittato del veto per cercare le simpatie dei patrioti, quando tornò sul trono largheggiò in repressioni per mezzo della polizia, incaricata di compilare le liste coi nomi dei carbonari. Da queste liste apprendiamo i nomi dei 92 modugnesi appartenenti alla carboneria e che Gran Maestro della sezione modugnese (detta vendita Santo Spirito) era Pietro Capitaneo. La Carboneria controllava l'amministrazione comunale modugnese: diversi sindaci e decurioni erano iscritti alla carboneria.
Durante i moti del 1820 avviati da Michele Morelli e Giuseppe Silvati si tennero a Modugno riunioni segrete nella casa di Lorenzo Minielli. Quando a seguito di quei moti venne proclamata la costituzione, nei festeggiamenti dove si distinsero Nicola Russo e Gaetano Cesena che sventolavano il tricolore della carboneria, il sacerdote Nicola Priore con fascia tricolore sul petto e il sacerdote Luigi Loiacono che gridava “Viva la Costituzione” agitando il crocifisso. Il proprietario terriero Pietro Maranta e il cappuccino Luigi da Palo tennero dei discorsi. Furono inoltre organizzati festeggiamenti «con la massima pompa e decenza per sì lieto avvenimento» con «musica, cera, banda, artifizi ed altri», il cui costo fu «di ducati settantasette e mezzo».
Quando al Congresso di Lubiana fu deciso di intervenire in Sud Italia per reprimere la rivolta, molti carbonari si arruolarono volontari per respingere, sotto il comando del generale Guglielmo Pepe, le truppe austriache. Da Bari partirono due battaglioni di legionari, ai quali furono assegnati i 22 carbonari volontari di Modugno (tra cui 17 partirono): 1 ricoprì il grado di capitano, 1 di sergente maggiore, 6 di sergente, gli altri furono legionari semplici. Però, dopo le notizie delle prime sconfitte del generale Pepe, l'entusiasmo iniziale della legione di Bari, comandata dal colonnello Carlo Nicolai, calò rapidamente e si verificarono diserzioni tanto che la legione non raggiunse il generale che combatteva in Abruzzo. Il 24 marzo 1821 gli Austriaci entrarono a Napoli ristabilendo la situazione iniziale e iniziarono una feroce repressione.
Uno dei primi provvedimenti di Ferdinando I fu quello di far stilare in ogni comune le liste dei carbonari e di quanti avevano preso parte al moto napoletano; contro coloro che risultarono inseriti in tali liste egli stabilì una serie di sanzioni: sorveglianza poliziesca, esclusione dalle cariche pubbliche e dagli impieghi pubblici, carcere.
L'applicazione di queste sanzioni, soprattutto in provincia, colpì solo i più deboli socialmente ed economicamente. A Modugno, ad esempio, molti affiliati alla Carboneria, come Giuseppe Capitaneo e Pietro Maranta, continuarono a ricoprire importanti cariche pubbliche e il medico Nicola Longo, venne riabilitato in ambiente aristocratico a tal punto da essere insignito da Ferdinando II di Borbone del titolo di Cavaliere dell'Ordine Militare Costantiniano di San Giorgio
, per aver prestato cure mediche al sovrano.

### Risorgimento

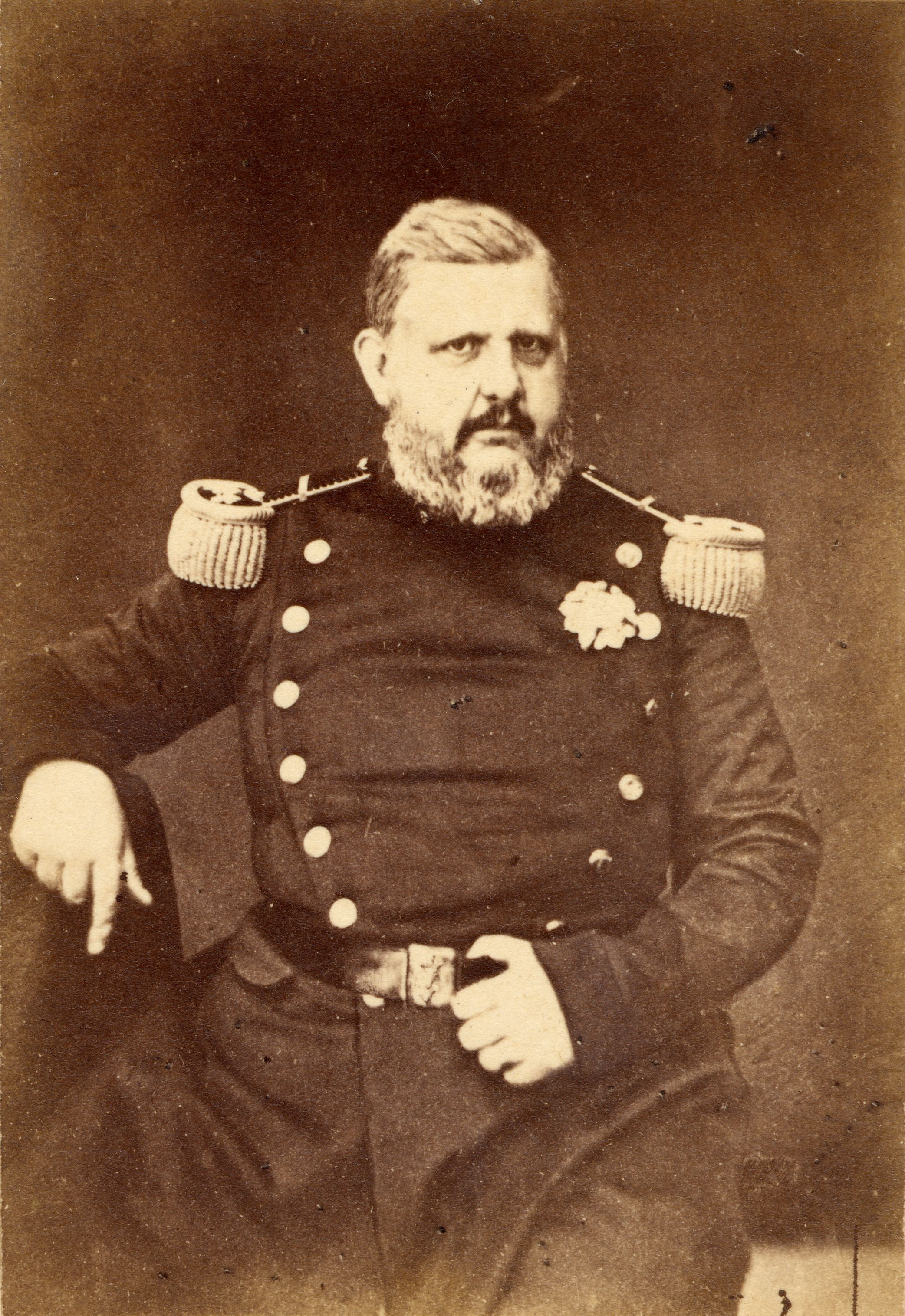
Ferdinando II delle Due Sicilie

Nel 1848 si verificarono moti rivoluzionari in tutta Europa. In risposta ai moti che si verificarono in Sicilia e nel Regno di Napoli a gennaio e febbraio 1948, l'11 febbraio Ferdinando II concesse la costituzione. 
Le elezioni per eleggere i rappresentanti del neoformato parlamento si svolsero a Modugno nella chiesa del Purgatorio.
Nello stesso anno scoppiò la prima guerra di indipendenza alla quale Ferdinando II contribuì con un'armata di 16 000 uomini guidati dal generale Guglielmo Pepe. Il Decurionato modugnese stanziò 40 ducati per le famiglie bisognose dei soldati.
La grande miseria della popolazione e i nuovi cambiamenti che andavano a esclusivo vantaggio della borghesia causarono un malcontento che prese corpo nelle manifestazioni e sommosse che il 30 aprile 1848 si verificarono anche a Modugno e si esaurirono solo dopo l'intervento della forza pubblica.
Nello stesso tempo, Ferdinando II che mal volentieri aveva concesso la costituzione e aveva partecipato alla guerra d'Indipendenza, iniziò a limitare le libertà accordate. Alle proteste dei patrioti napoletani rispose con la forza sciogliendo il Parlamento e convocando nuove elezioni. Il 15 giugno i modugnesi, in segno di protesta, inserirono nell'urna di voto la scheda che diceva: “Mi niego all'elezione del Presidente dei Segretari dei Deputati ritenendo esistente legalmente e nella pienezza dei suoi poteri la nostra rappresentanza che non può dirsi legalmente sciolta”.
Il 2 luglio si tenne nel capoluogo la Dieta di Bari dove si doveva decidere il da farsi e Giuseppe Capitaneo fu il rappresentante di Modugno. La Dieta, tuttavia, non raggiunse il suo scopo perché la sconfitta nella prima guerra d'Indipendenza fu accompagnata da un'ondata di repressioni. Tutti coloro che avevano partecipato alla Dieta di Bari vennero processati, ma le testimonianze dell'arciprete, del sindaco e di altri cittadini servirono a salvare Giuseppe Capitaneo.
Ferdinando II volle unire alle repressioni un viaggio nelle terre del suo regno per accattivarsi la simpatia della popolazione. Nel gennaio del 1859 in Puglia fu accolto da grandi acclamazioni della popolazione. In questo viaggio Ferdinando II sentì i primi sintomi della malattia che lo condusse alla morte. Quando si trovava a Bari vennero convocati i migliori medici della provincia, tra cui Nicola Longo di Modugno. Nel maggio del 1859 Ferdinando II morì a Napoli e gli successe il figlio Francesco II. Il poeta modugnese Marcello Maffei venne invitato nella capitale per commemorare il sovrano scomparso. Durante il regno di Ferdinando II si distinse il modugnese Giuseppe Mario Arpino che fu ambasciatore a Londra, capo della Tesoreria del Regno e capo del Dipartimento a Palermo.
Con l'inizio della seconda guerra di indipendenza si riaccesero i fermenti patriottici anche nel Sud Italia e venne costituito un “Comitato provinciale di insurrezione”: Modugno faceva parte con Bari, Valenzano, Triggiano e Sannicandro di Bari della terza sezione.
Con lo sbarco dei Mille a Marsala i comitati di Puglia e di Lucania volevano insorgere, ma il comitato centrale di Napoli invitò a non spargere sangue inutilmente. A Modugno, come in altri comuni, venne istituita la Giunta Insurrezionale di cui faceva parte, tra gli altri, Nicola Longo che ospitò nella propria casa il quartiere generale dei cospiratori.
A settembre arrivò in terra di Bari il colonnello Liborio Romano, inviato da Garibaldi con l'intento di far insorgere la Puglia.
Partito da Altamura il 3 settembre alla testa di due battaglioni di 1200 uomini di volontari pugliesi che formavano la "brigata Peuceta", venne accolto dal tripudio delle popolazioni in tutti i comuni attraversati, con la sola eccezione di Bitetto in cui ci furono manifestazioni reazionarie soppresse dal colonnello garibaldino.
Successivamente, arrivò a Modugno il 5 settembre 1860 e lì ricevette l'omaggio del sindaco di Bari.
Il giorno seguente, il colonnello Liborio Romano, accompagnato dal sindaco e dall'Intendente, entrò a Bari attraversando Porta Napoli, la porta delle mura cittadine che era collocata nei pressi del castello normanno-svevo. Il suo ingresso in città, alla testa dei suoi due battaglioni, a cavallo e in camicia rossa, venne accolto festosamente dalla popolazione.
Come conseguenza dell'impresa garibaldina, il 13 febbraio 1861 Francesco II lasciò il trono del Regno di Napoli, che divenne parte del Regno d'Italia.

## Regno d'Italia

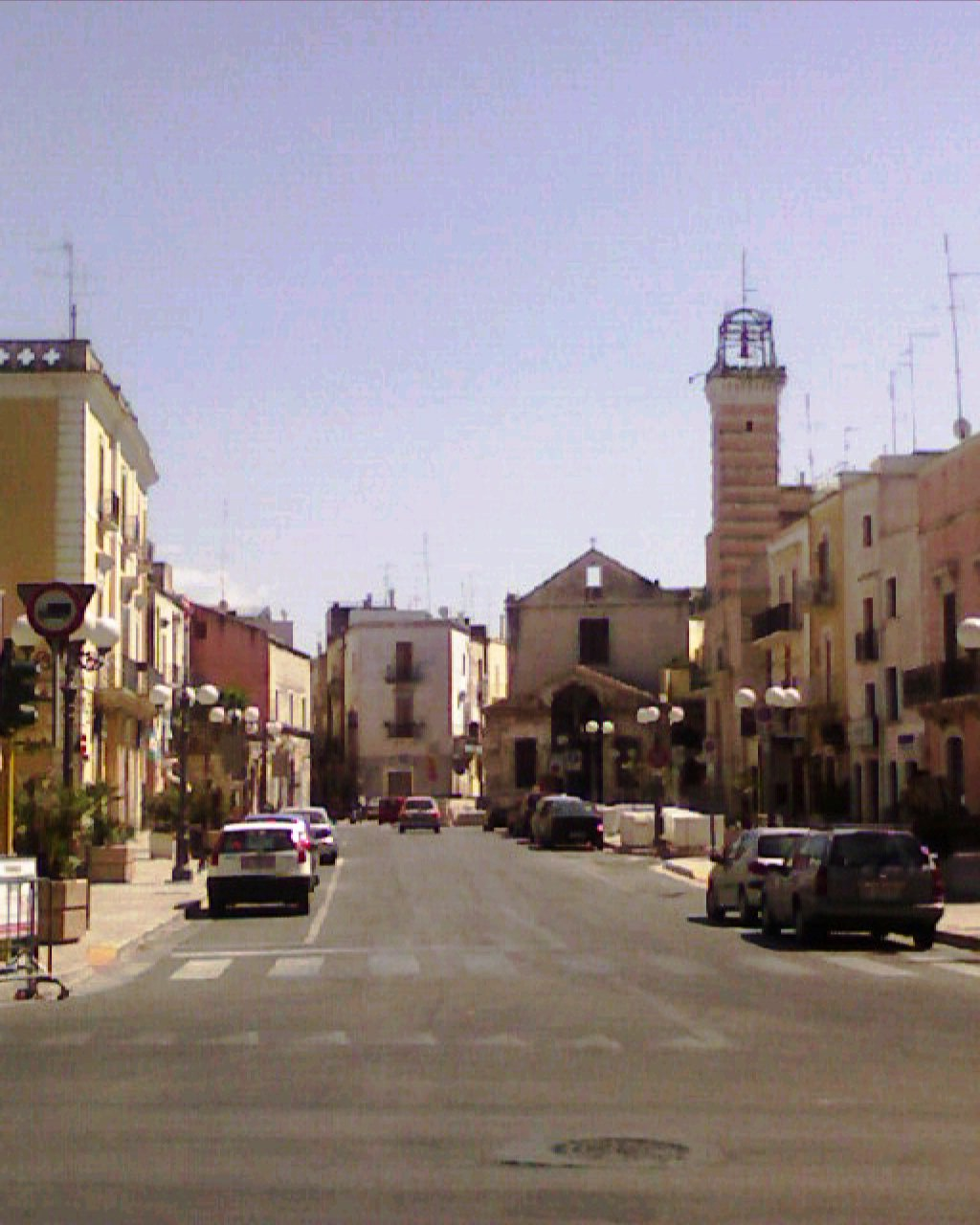
Piazza Sedile. La sua conformazione attuale è successiva alla creazione della "via nova" (le attuali via Roma e corso Vittorio Emanuele)

Il 24 settembre del 1860, il sindaco di Modugno Nicola Capitaneo, inviò al Governatore della Provincia di Bari un plico contenente il giuramento di fedeltà e "adesione al Governo del Glorioso Vittorio Emanuele Re d'Italia debitamente sottoscritto dai pubblici Uffiziali e stipendiati del ramo amministrativo di questo Comune, e suo riunito Palese", accompagnato da una lettera avente oggetto "Adesione al Governo di Sua Maestà Vittorio Emanuele Re d'Italia".
Il 21 ottobre 1860 si svolse nelle province napoletane il plebiscito per decretare l'annessione al Regno d'Italia. A Modugno, gli esiti del voto furono: 2.139 "sì" e nessun voto per il "no". Questo esito era allineato con i risultati del plebiscito nella provincia di Bari. Tuttavia, è necessario considerare il gran numero di aventi diritto al voto che si sono astenuti: a Modugno erano state consegnate 4 800 schede.
Il 27 gennaio 1861 si svolgono le prime elezioni politiche generali nazionali, dopo la raggiunta proclamazione del Regno d'Italia. Secondo quanto stabilito dalla legge elettorale del Regno di Sardegna del 20 novembre 1859, adottata nuovamente a Napoli l'8 dicembre, il diritto di voto era stabilito sulla base del censo di 40 lire, che corrispondeva a 9,20 ducati. Nel collegio elettorale di Bitonto, Terlizzi e Modugno, venne eletto Giacomo Filippo Lacaita, avvocato politico e diplomatico in Inghilterra.
In città, sugli edifici pubblici gli stemmi borbonici vennero sostituiti con quelli sabaudi. Cambiò l'ordinamento amministrativo e venne abolito il Decurionato sostituito dalla Giunta Municipale e dal Consiglio Comunale. Il nuovo governo, per aumentare i posti di lavoro, investì in opere pubbliche: il Municipio di Modugno ebbe 452 ducati che utilizzò per lavori stradali e per il rifacimento della Piazza Sedile.
Il 3 novembre 1861 vennero cambiati i nomi ad alcune strade e piazze cittadine intitolandole Piazza del Plebiscito, Corso Vittorio Emanuele, Piazza Garibaldi, Strada Cavour.
Durante la terza guerra di indipendenza sostò a Modugno un battaglione di volontari italiani.
I primi anni dopo l'unità d'Italia furono molto difficili soprattutto nel Sud dove gran parte della popolazione, della nobiltà e del clero avversavano la monarchia sabauda. Tra le cause del malcontento della popolazione vi furono l'aumento della pressione fiscale, l'aumento del prezzo del grano e la leva militare obbligatoria: solo a Modugno, oltre 90 ex soldati dell'esercito borbonico chiesero di essere esonerati dal servizio militare nel nuovo esercito sabaudo.
Inoltre, ebbe un forte impulso il brigantaggio che, per sua natura antigovernativo, veniva incoraggiato e aiutato dalle popolazioni. La reazione del governo italiano fu molto dura: venne inviato nel Mezzogiorno l'esercito e vi furono 1 000 fucilati, 3 000 imprigionati e oltre 2500 uccisi in conflitti. A Modugno non si registrano frequenti atti di brigantaggio a causa della vicinanza al capoluogo e dell'assenza di boschi dove potersi nascondere. Nel maggio del 1862, la giunta comunale venne a conoscenza dell'imminente arrivo nel territorio di Palese di due briganti: venne allertata la Guardia Nazionale che catturò uno di loro. Il 1º gennaio 1863 venne aperta una sottoscrizione per combattere il brigantaggio nel Meridione e Modugno partecipò con 400 lire.
Pian piano, si andò accrescendo anche nelle popolazioni del Sud il sentimento di appartenenza alla nazione italiana e le ricorrenze importanti dello Stato. L'ingresso di Garibaldi a Napoli, il Plebiscito, la concessione dello Statuto, venivano festeggiate da tutti con luminarie e fuochi d'artificio. Alla morte di Vittorio Emanuele II venne progettato a Roma un grande monumento in memoria del re scomparso per la realizzazione del quale Modugno donò 200 lire. Nel venticinquesimo anniversario della Presa di Roma ci furono a Modugno grandi festeggianti e “Via La Marina” venne rinominata “Via XX Settembre”. In seguito all'attentato a Umberto I vennero celebrati nella Chiesa matrice i funerali solenni, la Giunta Municipale espose il lutto per un mese e venne apposta una lapide sulla facciata della Sala del Sedile dei Nobili.
In quegli stessi anni si verificò in Italia una grave crisi economica con un rapido incremento dei prezzi. La Giunta Municipale il 19 aprile 1898, per aiutare la cittadinanza, decise di fissare il prezzo delle farine a 42 centesimi rimborsando i fornai per l'eccedenza. Questo non bastò; nel pomeriggio del 27 aprile, avuta la notizia dei tumulti di Bari, iniziò una protesta che provocò l'abbassamento del prezzo delle farine a 30 centesimi e quello del pane a 25. Venne chiamato un reparto di fanteria che nella notte del 28 aprile arrestò una cinquantina di modugnesi che si erano messi in evidenza nelle manifestazioni. Le truppe lasciarono la città a maggio.
Per tentare di risolvere la situazione, l'Amministrazione Comunale tentò, senza riuscirci, di contrarre un debito di 10 000 lire. I membri della Giunta decisero allora di pagare di tasca loro quanto era necessario alla popolazione.

### Prima guerra mondiale
Durante il primo conflitto mondiale Bari subì diversi bombardamenti, uno dei più disastrosi si verificò l'11 agosto 1918 come rappresaglia dopo il volo propagandistico di Gabriele D'Annunzio su Vienna. Modugno non subì direttamente i bombardamenti ma i viveri vennero razionati e nell'ex convento dei domenicani alloggiarono alcuni reparti.
Dopo la disfatta nella battaglia di Caporetto la cittadinanza modugnese accolse diverse famiglie di profughi.
Molti modugnesi furono arruolati nella “Brigata Regina” (decorata con medaglia d'oro al valore dal generale Luigi Cadorna) e nella “Brigata Bari”. Nel conflitto perirono 130 soldati modugnesi. Sigismondo Pantaleo morì a causa del sabotaggio della nave Benedetto Brin, una lapide sulla facciata della Sala del Sedile ricorda il suo sacrificio. Giuseppe Loiacono venne promosso da sergente a sottotenente e meritò due medaglie d'argento, una di bronzo e la croce di cavaliere della Corona d'Italia. Diversi altri modugnesi si distinsero per valore e merito.
Nel 1918 si diffuse anche a Modugno l'epidemia di influenza spagnola che causò un centinaio di morti.

### Periodo fascista
Il 28 ottobre 1922, alla Marcia su Roma partecipò anche il sacerdote modugnese Pietro Stea che in seguito non parteciperà a nessuna iniziativa del fascismo. Tra il 1924 e il 1926 si verificarono anche a Modugno gravi atti di violenza da parte degli squadristi.
Nei comuni venne istituita la figura del segretario politico e Pietro Capitaneo ricoprì per primo questa carica a Modugno. Nella Sala del Sedile si insediò il Comando del Fascio. Nel 1927 venne creata la figura del Podestà come sostituto del Sindaco. Il primo podestà modugnese fu Alfredo Umberto Crispo, figlio del generale Alberto Crispo Cappai. Nel 1931 venne iniziata la costruzione di una delle prime industrie nel territorio di Modugno: la cementeria della società Cementerie delle Puglie, poi Italcementi, che rimase in piena attività fino al 1975.

### Seconda guerra mondiale

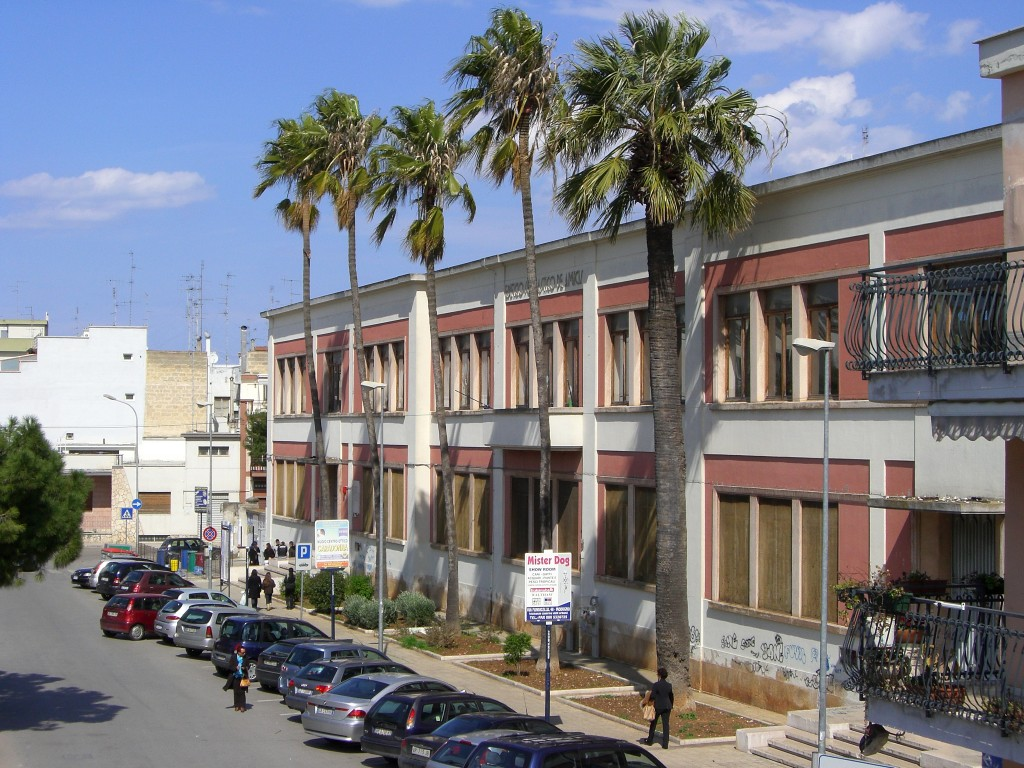
L'istituto scolastico Edmondo De Amicis adibito a ospedale della Croce Rossa durante il secondo conflitto mondiale

In seguito all'ingresso dell'Italia nel secondo conflitto mondiale e l'invasione della Grecia, la Puglia fu esposta a bombardamenti aerei da parte degli alleati. Molte famiglie si trasferirono da Bari a Modugno. Nel 1941 si aprì il fronte orientale dove persero la vita dieci modugnesi. Il nuovo edificio scolastico (ora dedicato a De Amicis) venne adibito a ospedale della Croce Rossa.
La cittadinanza dovette donare, dopo l'oro necessario per pagare le sanzioni in seguito alla guerra d'Etiopia, il bronzo degli edifici pubblici (tra cui le campane delle chiese e quelle della torre dell'orologio).
Con l'ingresso in guerra degli Stati Uniti si intensificarono i bombardamenti e la città era frequentemente sorvolata da bombardieri nemici che sganciarono le loro bombe il 16 luglio e il 23 agosto 1943 causando due morti.
Il 24 luglio 1943 il Gran Consiglio del Fascismo sfiduciò Benito Mussolini consegnando i poteri al generale Pietro Badoglio. Vennero smantellate sugli edifici pubblici tutte le insegne fasciste e vennero ripristinati i vecchi nomi delle strade, modificati durante il fascismo: piazza Sedile era stata chiamata piazza Impero. Nel momento in cui si verificava lo sbarco in Sicilia degli alleati, alcuni reparti di soldati tedeschi in ritirata sostarono a Modugno parcheggiando i loro carri armati nella Villa Comunale con grande ansia della popolazione che temeva volessero stabilirsi a Modugno per la difesa di Bari. Ma i soldati tedeschi partirono il 6 settembre e alla città furono risparmiate le loro rappresaglie derivanti dall'armistizio di Cassibile di due giorni dopo. Peraltro, sempre a causa dell'armistizio, diversi cittadini perirono sotto il fuoco tedesco in Grecia.
Di un particolare storico incontro avvenuto a fine novembre 1943 fu testimone la ottocentesca villa Longo de Bellis del cavalier Nicola Longo sita sul lungomare tra Palese e Santo Spirito. In questa villa, requisita dalle forze anglo-americane al professor Carlo Longo di Modugno si incontrarono il generale inglese Harold Alexander, il generale statunitense Dwight D. Eisenhower e il maresciallo d'Italia Pietro Badoglio per discutere l'armistizio. In particolare nell'incontro il maresciallo Badoglio chiese al generale Alexander di fornirgli le armi per contribuire alla cacciata dei tedeschi dall'Italia. Il generale Alexander fu restio e il generale Eisenhower prese posizione di neutralità.
L'incontro ebbe esito negativo.
Pochi giorni dopo la partenza dei tedeschi giunsero gli Alleati che assunsero un atteggiamento a metà strada fra gli amici liberatori e i conquistatori. Alcuni soldati alloggiarono nel Boschetto causando gravi danni; altri soldati occuparono il pian terreno del Municipio. Gli ufficiali inglesi si stabilirono in Palazzo Crispo e Palazzo Russo evacuandone gli abitanti. Durante l'attacco aereo tedesco nel porto di Bari del 2 dicembre 1943 vennero distrutte venti navi e molte persone persero la vita; l'esplosione delle navi causò uno spostamento d'aria che ruppe le vetrate della Chiesa matrice di Modugno. Un episodio di analoga gravità si ripeté il 19 aprile 1945. Nella seconda guerra mondiale persero la vita 92 soldati modugnesi.
Mentre nel Nord Italia si costituiva la Repubblica di Salò, nel Sud si formavano i primi partiti liberi: a Modugno sorsero la Democrazia Cristiana, il Partito Socialista Italiano, il Partito Comunista Italiano, il Partito Liberale Italiano e venne costituito il locale Comitato di Liberazione Nazionale che evitò rappresaglie contro gli ex dirigenti fascisti.

## Repubblica italiana
Il referendum istituzionale del 1946 decise l'adozione della forma di governo repubblicana, con grande sorpresa delle popolazioni del Sud Italia che avevano largamente votato per la permanenza della monarchia. A Modugno si contarono 5469 voti per la monarchia e solo 932 per la repubblica. I monarchici si organizzarono in un partito autonomo guidato, in città, da Giuseppe Abruzzese di Bitetto che crebbe di consenso sino a raggiungere la maggioranza nelle elezioni amministrative del 1952. Pochi anni dopo, tuttavia, iniziò un rapido declino.
Con la grave crisi che accompagnò la fine della seconda guerra mondiale molti italiani decisero di migrare all'estero in cerca di lavoro. Già ai primi del Novecento si erano formate delle piccole colonie di modugnesi a New York e in Canada, ma da questo periodo iniziò un flusso migratorio molto vasto che interessò tra gli anni cinquanta e sessanta intere famiglie. A Toronto si creò una comunità di 3 000 modugnesi e una più piccola a Montréal. La comunità di Toronto mantiene vive le tradizioni modugnesi in Canada e ha un comitato permanente per celebrare San Rocco e l'Addolorata.

### Sviluppo industriale e demografico tra gli anni sessanta e novanta
La storia di Modugno, dalla seconda metà del ventesimo secolo, è indissolubilmente legata a quella della zona industriale di Bari che si estende per larga parte nel territorio comunale modugnese. La zona industriale iniziò il suo sviluppo nel 1960 con la costituzione del Consorzio per l'Area di Sviluppo Industriale. Il primo nucleo si formò grazie al sostegno della Cassa del Mezzogiorno e agli incentivi erogati dall'allora presidente del Consiglio Aldo Moro per il trasferimento nel nuovo polo delle imprese artigianali storiche collocate nella città di Bari.
Tra il 1961 e il 1964 si ebbe una forte crescita in seguito all'insediamento di grandi aziende pubbliche e private come Breda Fucine Meridionali, Manifattura tabacchi, Sobib Coca Cola e Pignone Sud (oggi Nuovo Pignone).
Negli anni successivi, dal 1965 al 1975, si insediarono ulteriori grandi aziende di rilievo anche internazionale: Philips, Fiat, OSRAM, Alco-Palmera, Bosch, RIV-SKF, Firestone-Brema (oggi Bridgestone Firestone). Nel periodo tra il 1975 e 1995, la zona industriale si accrebbe con l'ingresso di nuove Piccole e Medie Imprese.
Dal 1996, con il nuovo stabilimento della Getrag, si ottenne un'ulteriore crescita del polo industriale barese. La crisi finanziaria del 2007-2008 ha fatto sentire i propri effetti anche in questa zona industriale, ma la maggior parte delle aziende continua la propria attività.
Lo sviluppo della zona industriale si accompagnò ad un analogo sviluppo demografico: la popolazione di Modugno aumentò notevolmente triplicandosi dagli anni sessanta agli anni novanta del XX secolo. Questa rapida crescita demografica ha fatto di Modugno il ventunesimo per numero di abitanti degli oltre 250 comuni della Puglia e il terzo comune pugliese per densità abitativa, considerando che la superficie del comune è rimasta la stessa. Una conseguenza peculiare dello sviluppo urbano associato all'espansione della zona industriale che caratterizzò Modugno, fu la creazione nel 1969 dell'agglomerato urbano denominato quartiere Cecilia, sorto a ridosso della zona industriale e contigua al quartiere San Paolo di Bari, che oggi ospita circa 5 000 abitanti.
La crescita economica ed edilizia attirò l'interesse delle mafie che furono attive nel territorio comunale negli anni novanta e provocarono lo scioglimento del consiglio comunale per infiltrazione mafiosa nel 1993 e 1994.